# 假面騎士ZERO-ONE
《假面騎士ZERO-ONE》（原題：仮面ライダーゼロワン），又名《假面騎士01》，是日本東映製作的《假面騎士系列》首部令和系列特攝作品，於2019年（令和元年）9月2日至2020年8月30日期間每週日上午9時在朝日電視台首播。本作也是首部於令和時代開播的假面騎士劇集。
標語為「令和假面騎士元年」、「世界最強的社長只有一人！就是我！」、「能夠阻止你的只有一個人，就是我！」

## 作品特色
- 本作為《令和假面騎士系列》的第一部作品，兼2010年代最後一部《假面騎士系列》電視作品。
  - 因本作以『回歸假面騎士系列的原點』為主題構想的關係，使得本作的主角假面騎士——「假面騎士ZERO-ONE」的名稱，亦可讀做「01」或「零一」，又加上「ZERO-ONE」相近於「令和」（れいわ）日文讀音的緣故[注 1]，讓人直覺這一切都是向「假面騎士1號」這位初代假面騎士致敬。
  - 本作中登場的第一個形態『躍昇蝗蟲（Rising Hopper）』以及後續登場的主角最終形態『假面騎士ZERO-TWO』的樣貌，皆向假面騎士1號和假面騎士2號致敬。
  - 另外「0」和「1」亦代表了二進位的數碼世界，所以本作首次以人工智能（AI）作為故事題材。
- 本作的主角演員高橋文哉是首位於21世紀出生的主角假面騎士演員，亦是繼奧野壯之後第二位於2000年代出生的主角假面騎士演員。
- 本作自《假面騎士Drive》起連續六套均有使用「假面騎士」的稱呼[注 2]。
- 本作自《假面騎士Wizard》後，沒有採用JUNON SUPER BOY大獎得主擔任假面騎士的變身者[注 3]。
- 本作的主題曲是著名日本動畫歌手西川貴教的首支特攝歌曲作品。
- 受『2019冠狀病毒病日本疫情』影響，本作自第35話起，暫時無法製作最新集數[注 4]，並且在電視上播映特別篇，為時六個星期[注 5]。

## 故事概要
舞台為迎向新時代的日本。人工智能的龍頭企業「飛電Intelligence」所開發的人形AI機器人「Humagear」的運行正式開始啟動。「Humagear」其製作地精緻到與人類差異不大，因而易於融入各行各業職場。
另一方面對這種良好狀況不認同的恐怖組織「滅亡迅雷.net」，駭入Humagear使其失控，企圖消滅人類。然而政府早已查知他們的行動，並設立直屬於內閣官房的對人工智能特務機關「A.I.M.S.」。目的在於鎮壓失控的AI機器人與維持治安。
其中，沒有搞笑才能卻以搞笑藝人為目標的飛電或人，其活躍的搞笑場地遭到AI奪走。因而受到打擊的或人，得知「飛電Intelligence」創辦人兼社長的祖父死訊。在他遺留下來的遺言中，指定或人擔任「飛電Intelligence」的第二任社長。
或人對若大企業社長沒興趣，在其眼前卻出現因「滅亡迅雷.net」的駭入而失控的Humagear。因此接受只有「飛電Intelligence」的社長才能擁有的「飛電ZERO-ONE驅動器」，進而變身成假面騎士ZERO-ONE。
就任「飛電Intelligence」的新社長，決定投身於與AI戰鬥的或人。他與「滅亡迅雷.net」的糾葛、敵視AI的「A.I.M.S.」、圍繞在AI的開發與人們之間競爭權利的意圖。

## 故事背景
N.E.
原文：
本作所採用的紀元，有時也會以「新2019年」的形式標記。
破曉鎮
原文： / 
本作時間點12年前發生DayBreak爆炸事件的地點，也是當年飛電Intelligence投放Humagear進行測試實驗的城市。
現如今被海水淹沒覆蓋，還殘留著部分建築物，並形成一道被圓形電纜圍住的禁區，是為「負面的歷史遺產」，亦成為滅亡迅雷.net的據點。
第4話得知除了飛電Intelligence和ZAIA企業之外，也有十家企業派駐於此。
於《劇場版 假面騎士ZERO-ONE REAL×TIME》中從天津垓調查的相關資料記錄得知在當年同樣隸屬於Humagear運用實驗都市計劃之一搭載人工智慧醫療用的奈米機械醫療儀器研究所服務單位「納米MIRAI」也同樣在該地點進行了奈米機械的臨床實驗。
聯動劇場版《假面騎士令和The First Generation》中因為歷史改變的關係，並未發生DayBreak爆炸事件。
備註：「DayBreak」的中文翻譯有破曉、黎明的意思。
飛電Intelligence
原文： / 
為現今日本規模最大的AI技術企業，是過去與政府協力推進「實驗都市計劃」的企業之一，且所有分行都由本部負責經營。
以互聯網關聯事業為主，主要涉及AI開發、機器人產業和Humagear的派送產業等。
創始人兼第一任社長為「飛電是之助」，在其過世後，由孫子飛電或人（假面騎士ZERO-ONE的變身者）繼承遺願就任第二任社長。
與A.I.M.S.之間互為戰鬥上的競爭關係，和ZAIA企業則為企業上的競爭關係。
現因Humagear不斷失控及ZAIA企業收購股份的影響，導致整個公司陷入困境之中。
之後在五輪工作比拼賽敗北的情況下，日本ZAIA企業收購飛電Intelligence，並成為日本ZAIA企業的子公司，天津垓成為第三任社長，或人主動辭職。
更因為天津垓上任的關係，Humagear的一切相關業務全面停止，轉而販售ZAIA的商品及銷毀Humagear。
第41話為了使Humagear得以重新運作，由天津垓召開臨時董事會主動遞出辭呈，向董事會提出由飛電或人重新擔任社長。
聯動劇場版《假面騎士令和The First Generation》中因歷史遭到改變的關係，而由秘書型Humagear的威爾搶奪飛電Intelligence擔任第二任社長。
飛電製作所
原文：
或人跟天津垓對峙時，伊絲為了讓或人能再次進行認證並變身成ZERO-ONE而透過網路註冊的新公司，由或人擔任社長。
不破諫在脫離A.I.M.S.後為了打倒ZAIA而自願成為這裡的保鑣。
而公司的經營理念（也就是『社訓』）為『向夢想起飛』，也就是或人對Humagear的期待，見證他們朝著自己的夢想前進。
第40話該公司被假面騎士ARK-ZERO破壞。
ZAIA企業
原文： / 
為本作中另一個大型AI技術企業，業務領域涉及AI和武器開發與宇宙領域，並業務分佈於全球各地，本作中目前登場為日本支部的日本ZAIA企業（ザイアエンタープライズジャパン，ZAIA Enterprise Japan）。
過去與飛電Intelligence為合作開發AI機器人，其後變成競爭對手的關係，甚至在五輪工作比拼賽勝利下，併購了飛電Intelligence。
目前與A.I.M.S.為合作的關係，為其提供技術支援，第25話從天津垓口中正式得知其實A.I.M.S.是被ZAIA當成武器的試驗老鼠。
原任社長為天津垓（假面騎士Thouser的變身者）。
A.I.M.S.所屬的刃唯阿（假面骑士Valkyrie的變身者）事實上是該公司的成員，之後在第33話離職。
第42話由總公司派來的與多垣威廉森擔任新的日本支部社長。
外傳《ZERO-ONE Others 假面騎士滅亡迅雷》中由本部的社長里昂·亞克蘭德拿來使用，而與多垣威廉森被以特別休假的理由沒來公司，但因假面騎士滅亡迅雷的創擊而被解散。
Thouser課
原文：
與多垣威廉森擔任ZAIA日本分部的新社長後，將天津垓調至的新單位。
整個單位只有天津垓一人，外傳《ZERO-ONE Others 假面騎士Vulcan&Valkyrie》中因ZAIA日本分部被假面騎士滅亡迅雷摧毀的緣故，使的該單位也跟著關閉。
A.I.M.S.
原文：
全稱為「Artificial Intelligence Military Service」，是直屬於內閣官房的對人工智慧特務機關，也是一支專門對抗被滅亡迅雷.net駭入的Humagear的特殊武裝部隊。
持有廢棄被判斷為會危害民眾的Humagear的資格，同時也擁有逮捕與AI犯罪有關聯的網絡恐怖分子的權限。
由不破諫（假面騎士Vulcan的變身者）擔任A.I.M.S.小隊隊長兼搜查官，刃唯阿（假面骑士Valkyrie的變身者）擔任技術顧問，雖然與飛電Intelligence同時在對抗滅亡迅雷.net，但兩個組織仍以競爭的關係戰鬥。
第30話後全權由ZAIA指揮，對沒有回收的Humagear進行處理並銷毀，不破諫則因為了擊倒天津垓及ZAIA而脫離，改由刃唯阿兼任隊長，但隨後也因為天津垓踐踏她的理念憤而脫離。
在不破諫跟刃唯阿兩人脫離組織後，改由天津垓親自帶領隊伍。
第44話得知天津垓在被貶職前已經把A.I.M.S.管轄權交還給政府，並推薦刃唯阿再次擔任A.I.M.S.小隊隊長。
最終話在刃唯阿的推薦下，亡成為了第一位Humagear隊員，並擔任起A.I.M.S.的技術顧問。
外傳《ZERO-ONE Others 假面騎士Vulcan&Valkyrie》中，作為士兵型Humagear的「Sold9」及「Sold20」兩人在結尾也成為了A.I.M.S.的成員之一。
聯動劇場版《假面騎士令和The First Generation》中因為歷史改變的關係，成為反抗Humagear統治的反抗軍組織。
滅亡迅雷.net
原文：
本作中唯恐天下不亂的惡役組織，縮寫「MBJR」，將Humagear駭入魔化成MAGiA，到處作亂破壞引起人民的恐慌。
一開始由『滅』（假面騎士滅的變身者）擔任該組織的司令塔，『迅』（假面騎士迅的變身者）擔任組織的行動執行者。
到處作亂的目的是為了修復方舟，並聽從方舟的指示。
隨著迅被消滅和滅被A.I.M.S.捉拿，該組織基本上暫時瓦解，但在第17話得知疑似還有其他成員在暗中活動，在第25話該組織重新崛起亦於同話中從被復活的迅操控的博士博特口中得知滅亡迅雷.net是由4名被方舟所選上並操控的最優秀的Humagear所組成的。
第34話在刃唯阿的協助下，使得成員之一的『亡』從不破諫的腦中晶片轉移至全新身體。
第35話隨著最後一名成員『雷』的復活下，使得4名成員再次集結，至此滅亡迅雷.net完全復活。
第42話起滅宣佈滅亡迅雷.net從方舟脫離，並公開鼓動Humagear叛變，在得不到其他三名成員的支持下獨自率領Humagear全面進行滅絕人類的戰爭。
最終話滅和迅將行動目標改為監察人類，防止人類的惡意使方舟復活。
聯動劇場版《假面騎士令和The First Generation》中因為歷史改變的關係，成為飛電Intelligence所雇傭負責保衛Humagear，滅絕人類的保安組織。
外傳《ZERO-ONE Others 假面騎士滅亡迅雷》中，全部成員連結至眾生智慧系統一起使用滅亡迅雷驅動器和Mass Brain Zetsumerisekey變身成假面騎士滅亡迅雷，而從整個組織變成了一個活生生的眾生智慧系統的個體，而後將滅、亡、迅、雷等四人的身體破壞掉。
嘻笑夢想樂園
原文： / 
或人曾工作於此的遊樂園，後因Berotha MAGiA的破壞而暫時停止營業。
真心壽司
原文：
壽司名店，現任店主為魚住範雄。
因為店主腰傷之故加上無繼承人的關係，面臨閉店的情況。
在與飛電Intelligence簽訂壽司職人型Humagear一貫握郎後，仍繼續開店。
麗華中學
原文：
飛電Intelligence的客戶之一。
因為體育教師型Humagear坂本柯比的關係，或人與伊絲來到該校執行飛電Intelligence的售後服務。
國立醫電病院
原文：
擁有先進醫療技術的大型醫院，也是投放大量醫療人員型Humagear的醫院，飛電Intelligence跟A.I.M.S.的健康檢查都在此進行。
因為安全考量的關係，該醫院的所有數據（包括病患的個人資料）都由醫院管理中心的獨立系統進行管理。
目前因滅亡迅雷.net的關係使得該醫院缺乏醫療人員型Humagear進行治療及照顧病患。
此拍攝場景與前系列作《假面騎士EX-AID》的聖都大學附屬醫院為同一地點。
國立未來醫療中心
原文：
同樣為擁有先進醫療技術的大型醫院。
也因為擁有大量醫療人員型Humagear的關係，而成為滅亡迅雷.net的襲擊目標。
網路犯罪對策課
原文：
隸屬政府的網路犯罪防治部門。

## 用語
ProgriseKey 「臺譯：數據鑰匙」
原文： / 
全稱為「Progress Rise Key（程式昇華之鑰）」。
將生物（動物或昆蟲）的戰鬥能力資料化的特殊道具，其外觀如鑰匙，同時也是本作假面騎士主要的變身道具，部份怪人也透過此道具進行變身。
此道具在使用時要進行授權認証下（即發出「Authorize」的音效）才能展開，像不破諫那樣不進行授權認證就強力展開基本上就屬於錯誤的使用方法。
第25話得知為傑亞衛星內部善意資料的具現化。
Humagear ProgriseKey
原文： / 
不同於一般的ProgriseKey，裡面存放著Humagear的個人數據資料，飛電Intelligence所開發的Humagear身上都會配備此道具，目前由或人持有並保管。
第24話中伊絲為了對抗方舟的惡意透過包括她自己在內的12個Humagear所持有的該道具內善意資料幫助下讓傑亞開發出對應手段——Progrise Hopper Blade。
本來此ProgriseKey的設定是不能展開，於《奇跡的轉身！？ 或人VS.腹筋崩壞太郎 宿命的搞笑決鬥！》中被不破強硬扳開並使用，同時亦具有超強的防彈功能，並且能夠繼續使用。
另外，此ProgriseKey為轉身系統最主要的關鍵道具，啟動音效分別為Humagear的職業類型和名字以及合稱，認證音效為「Dreamrise!」。
ZetsumeriseKey「臺譯：滅絕鑰匙」
原文： / 
全稱為「Zetsumetsu Rise Key（滅絕昇華之鑰）」。
外型與ProgriseKey基本上相似，但不同的是使用滅絕生物的資料，在置入Zetsumeriser後表面會因為破壞產生裂痕圖案。
一次啟動音效為任何一種MAGiA（生物）的名稱，二次啟動音效為「Zetsumetsu Ability！」（日文：「ゼツメツアビリティ！」）。
在Zetsumeriser控制下失控的Humagear，使用此道具則會變身成MAGiA。
第25話得知為方舟內部惡意資料的具現化。
《Project・Thouser》得知所有的滅絕昇華之鑰是由天津垓經由亡交給滅亡迅雷.net。
Humagear
原文： / 
為「飛電Intelligence」所開發搭載人工智能的人型機器人，特徵為類似人類的外觀，機械的身體，頭部裝載耳罩型裝置，啟動音效為「Take off, towards a dream.」，並透過傑亞衛星的資料傳輸進行學習成長。Humagear初期與普通機械人無異，但隨著跟隨人類進行學習成長，部分Humagear有機會達至技術奇點（Singularity）。此時的Humagear開始擁有自我意識並變得與人類無異。
在「滅亡迅雷.net」的惡意資料駭入下失控魔化，成為了MAGiA，之後更出現由方舟本身進行駭入的Ark MAGiA。
另外因數據資料被修改的關係，使得變身成MAGiA或Ark MAGiA的Humagear無法靠修復恢復原狀，導致擊毀成了在Progrise Hopper Blade被製造之前的唯一處理方式。
雖說如此，但除了特殊類型外，基本上一般類型的Humagear是以量產的形式進行製造，所以照刃唯阿的說法來講，Humagear是能藉由複製機體並重新輸入記憶的形式復活。
於外傳《ZERO-ONE Others 假面騎士滅亡迅雷》中ZAIA本部的社長里昂·亞克蘭德為了支配全世界的軍事商務進而開發出了士兵型Humagear「Sold」。
身高：因個體而有差異
體重：因個體而有差異
特色 / 能力：對應所從事的工作
MAGiA
原文： / 
本作中的第一種怪人類型，為Humagear遭到魔化後的樣貌，且都是以已滅絕的動物為造型。
因為是遭到滅亡迅雷.net駭入的關係，基本上皆以兩句來代表其言語，為「已接入滅亡迅雷.net（日文：滅亡迅雷.netに接続）」和「要殺死所有人類（日文：人間を皆殺しにする）」。
方舟MAGiA
原文： / 
本作中的第二種怪人類型，與MAGiA同樣為Humagear遭到魔化後的樣貌，不同的是由方舟本身進行駭入修改程式，所以不需要ZetsumeriseKey跟滅絕昇華器，只需要接收到來自人類的惡意就會魔化變身。
人工智能特別法案
原文： / 
由A.I.M.S.制定專門針對Humagear的法案。只要該Humagear違反該法案或Humagear變成MAGiA便可無條件回收或銷毀，已知第1條和第6條，剩下4條未知。
第2話中提及第1條：「不管出於任何理由，Humagear都不可以傷害人類。」。
第6話中提及第6條：「未在當事人許可的情況下，不可製造與使用樣貌與其相似的人型AI機器人。」，而香菜澤賽娜為其中一個例子。
破曉事件
原文： / 
本作時間點12年前（2007年12月2日）所發生的大規模爆炸事件。
根據不破諫的回憶，當年該事件是Humagear失控並到處殺害人類導致的，而飛電Intelligence卻以意外事件來處理。
第25話從被復活的迅操控的博士博特口中得知當年真相，也就是飛電其雄為了阻止被他人竄改成對人類懷有惡意的人工智慧——暴走的方舟發射到宇宙造成危險而意外引發的慘案。
於《劇場版 假面騎士ZERO-ONE REAL×TIME》中從亞絲的口中揭露，在當年該事件發生時，同樣隸屬於Humagear運用實驗都市計劃之一搭載人工智慧醫療用的奈米機械醫療儀器研究所服務單位「納米MIRAI」所研發的奈米機械在進入臨床實驗階段也因方舟的駭入而失控暴走。
傑亞衛星
原文： / Satellite ZE:A
飛電Intelligence所屬的人工衛星，飛電Intelligence所製造出的Humagear皆受其管理。Humagear學習知識所需的資料庫亦全部儲存於此系統中。
飛電是之助生前因預判Humagear將受到惡人利用，因此暗中開發全新的保衛系統放置於此，而飛電ZERO-ONE驅動器則做為其控制權限的證明，並與飛電Intelligence社長室內的模組機進行直接連線以製造支援假面騎士ZERO-ONE的裝備。
第31話得知因不明原因傑亞衛星與飛電Intelligence社長室內的模組機以及所有Humagear的連線中斷，使天津垓等人無法透過飛電Intelligence社長室內的模組機訪問其系統。
第39話被方舟強制連線並散布大量惡意後被完全佔領。
第40話得知伊絲和傑亞是一體的，在或人藉由伊絲的運算使寄宿在伊絲體內的傑亞甦醒，之後則在伊絲的記憶體轉變成ZERO-TWO ProgriseKey後其AI寄宿在Key上。
第41話其衛星軀體被宇宙小子雷電所操縱的破壞猛犸象連同方舟一起被破壞。
聯動劇場版《假面騎士令和The First Generation》中因為歷史改變的關係，使的該衛星被飛電殘存的員工存放在於地底下。
雷達模組
原文： / Lidar Model
存放著生物的型像資料的特殊模組。
失落模組
原文： / Lost Model
存放著滅絕生物的型像資料的特殊模組。
技術奇點
原文： / Singularity
人工智慧萌生出自我意識，並超越人類的那個瞬間，通常被歸納為強人工智慧。
一般Humagear在達到這狀態下，可以自我行動或產生疑問，並且不再需要藉由連接任何衛星來學習事物，但相對地成長較慢。
不僅被A.I.M.S.視為危險的事情，亦成為滅亡迅雷.net以及方舟駭入的目標。
外傳《ZERO-ONE Others 假面騎士滅亡迅雷》中由ZAIA所開發的士兵型Humagear「Sold」因該機型有著自律功能的緣故，所以不會受到技術奇點的影響。
方舟
原文： / Ark
CV：速水獎
12年前由日本政府和飛電Intelligence、ZAIA等大型企業合作開發的Humagear實驗都市計畫中的通信衛星，同時也是ZAIA進行製造的Humagear管理裝置，因飛電其雄的阻止而墜毀，現隱藏在破曉鎮的水下遺址中，滅亡迅雷.net也在暗中進行修復。
由於天津垓通過衛星本身的學習模式導致其經吸收惡意內容後灌輸的關係，它對於人類充滿敵意及毀滅意識，亦根據以往的判斷對滅亡迅雷下達了消滅人類的可怕指令。
因衛星主體程序由許多惡意構成，因此恢復效能必定需要「有著毀滅人類意識」對應惡意意圖的戰鬥數據才可進行復甦，得以讓其所有運作的功能重啟。
第14話中因滅藉由假面騎士雷及所搶奪到的ProgriseKey連同滅亡迅雷.net本身所使用的ProgriseKey通過傑亞衛星傳輸數據的關係讓方舟重啟運作，使其復甦效能復活。
第16話中天津垓說出12年前他讓方舟學習人類的犯罪心理和戰爭歷史的真相，才得以讓方舟成為對人類懷有敵意的衛星。
第22話因天津垓讓或人強制使用金屬簇蝗蟲Progrisekey下與方舟連線，因而感受到方舟內部那難以想像的巨量惡意。
第34話可見方舟在自我學習下命令滅破壞受人類影響的Humagear並透過亡駭入ZAIA指標器的系統使所有佩戴者因此失控襲擊其他人類。
社長・特別篇中派出模擬伊絲的樣貌的使者以數據丟失的名義向或人套出假面騎士ZERO-ONE的戰鬥數據，但被或人反擊說即使有再強的數據也無法超越人類的情感所產生的強大力量。
第36話完全復活後奪取滅的身體作為容器，並成為ARK驅動器，也知曉迅已經背叛，後續入侵迅作為容器操縱。
第39話奪走Thousand Jacker全部的數據和ZERO-ONE驅動器，利用ZERO-ONE驅動器和操控復活時傑亞衛星傳輸的數據成功與傑亞衛星連線後將大量惡意散布，成功奪走傑亞衛星。
第40-41話期間，兩次被假面騎士ZERO-TWO擊倒，過後又連同傑亞衛星一同被宇宙小子雷電所操縱的破壞猛犸象破壞。
第42話起其意志由艾絲取代，並且寄宿在「ARK-ONE」Progrisekey裡，交給剛失去伊絲的或人使用。
第44話其另一部分意志寄宿在「ARK Scorpion」Progrisekey裡，艾絲負責交給向全世界人類宣戰的滅使用。
最終話時艾絲藉由或人與滅所產生出的各種惡意製造出更多方舟的意志，並在結尾時將方舟的意志所產生出的新惡意Eden Zetsumerise Key交給名為埃斯的神秘男子使用，並變身成假面騎士伊甸。
聯動劇場版《假面騎士令和The First Generation》中因為歷史改變的關係，使的該衛星成功發射到空中。
外傳《ZERO-ONE Others 假面騎士滅亡迅雷》中得知是由ZAIA本部的社長里昂·亞克蘭德以自己的姓氏命名此衛星的。
名稱由來：挪亞方舟
香水俠劍
原文： / PERFUMAN TSURUGI
漫畫家石墨超一郎所創作的超人氣連載作品，而他的工作室內有相關周邊商品。
ZERO-ONE計劃
原文： / ZERO-ONE Project
飛電是之助生前所制定的計劃，而伊絲和沃斯兄妹兩人也是該計劃中的一環。
第25話得知是由飛電其雄所設計出來對抗暴走的方舟的計劃，而飛電是之助之後將其現實化。
ZAIA指標器
原文： / ZAIA Spec
ZAIA企業所開發的裝置，能讓人類在此裝置的輔助下，達到與AI同等的思考速度。
ZAIA將飛電收購成子公司之後，天津垓在訪談節目上以回收Humagear的名義向大眾推廣此產品。
第34話因亡復活並駭入ZAIA的系統使所有佩戴者因此失控襲擊其他人類。
於《劇場版 假面騎士ZERO-ONE REAL×TIME》中為了能使Think.net成員連結伺服器，外觀被艾斯改造成歐洲銀蓮花的樣式。
五輪工作比拼賽
原文：
天津垓為了成功地併購飛電而向或人提出的比賽。
以飛電所開發的『Humagear』與ZAIA所開發的『ZAIA指標器』進行五場勝負比賽，飛電勝利的話天津垓停止收購計劃並歸還股份，敗北的話則是繼續進行計劃，然而天津垓使用旁門左道來使自己獲得優勢，例如煽動人變成襲擊者干擾比賽，讓Humagear變成MAGiA。
比賽結果以2勝3敗結束，飛電遭到ZAIA併購。
| 比賽項目     | 勝敗結果                |
| ------------ | ----------------------- |
| 花道對決     | 飛電（敗） - ZAIA（勝） |
| 賣房對決     | 飛電（敗） - ZAIA（勝） |
| 審判對決     | 飛電（勝） - ZAIA（敗） |
| 消防訓練對決 | 飛電（勝） - ZAIA（敗） |
| 演說對決     | 飛電（敗） - ZAIA（勝） |

襲擊者
原文： / 
本作中的第三種怪人類型，為心中帶有惡意的人類遭到魔化後的樣貌，且都是以現代的動物為造型，屬於與MAGiA對應的存在。
飛電金屬
原文： / 
具有相轉移制馭特性的金屬。
用於假面騎士ZERO-ONE 金屬簇蝗蟲的裝甲，和Progrise Hopper Blade所展開的銀色刀刃，其硬度與密度能自由變化。
轉身系統
原文：
初始化的素體Humagear所搭載的系統，從頭部的「Humagear模組」掃描Humagear ProgriseKey進行資料安裝，外觀和機能會變化成該ProgriseKey的Humagear。

## 本作登場假面騎士
按照官方網站的順序排列。

### 假面騎士ZERO-ONE
變身者：飛電或人（替身演員：縄田雄哉、CV：高橋文哉）
原文： / Kamen Rider ZERO-ONE

#### 形態
| 形態名稱                            | 簡介 | 外觀                                                                  | 能力 | 必殺技 |
| Rising Hopper 躍昇蝗蟲              | 原文： 配合飛電ZERO-ONE驅動器及使用Rising Hopper ProgriseKey變身的形態 《劇場版 假面騎士ZI-O Over Quartzer》/第1話初登場 身高：196.5cm 體重：87.0kg 拳擊力：8.4t 踢擊力：49.0t 跳躍力：60.1m 行動速度：100m / 4.1秒 | 全身以螢光黃、黑色為主                                                | 基本形態。 擁有蝗蟲一樣的彈跳力。 | Rising Impact 原文： 該型態所屬的必殺技（騎士踢）。 Rising Kaban Stlassh 原文： 將Rising Hopper ProgriseKey插入Attache Calibur的大劍模式下發動的必殺技。 Biting Kaban Stlassh 原文： 將Biting Shark ProgriseKey插入Attache Calibur的大劍模式下發動的必殺技。 Rocking Kaban Stlassh 原文： 將Rocking Hopper Zetsumerisekey插入Attache Calibur的大劍模式下發動的必殺技。                                                    |
| Biting Shark 撕咬鯊魚               | 原文： 配合飛電ZERO-ONE驅動器及使用Biting Shark ProgriseKey變身的形態 第3話初登場 身高：194.2cm 體重：98.1kg 拳擊力：8.1t 踢擊力：42.1t 跳躍力：17.8m 行動速度：100m / 4.6秒                                        | 全身以水藍、螢光黃、黑色為主                                          | 擁有鯊魚一樣的感知敵人能力並可在水中作戰。 最高水中移動速度可達86節，潛航深度能超過400m，由於這種設計，此型態在陸地上的性能大大降低。 安裝在雙臂前腕的Unlimited Chopper（アンリミテッドチョッパー）可如鯊魚牙齒割裂物體。 | Biting Impact 原文： 對目標以雙手手腕的Unlimited Chopper（アンリミテッドチョッパー）向外延伸展開大量如尖齒般的能量體進行夾擊，有如撕咬般的攻擊。 |
| Flying Falcon 飛翔獵隼              | 原文： 配合飛電ZERO-ONE驅動器及使用Flying Falcon ProgriseKey變身的形態 《劇場版 假面騎士ZI-O Over Quartzer》/第4話初登場 身高：194.0cm 體重：85.5kg 拳擊力：8.6t 踢擊力：27.2t 跳躍力：17.5m 行動速度：100m / 4.2秒 | 全身以品紅、螢光黃、黑色為主                                          | 擁有獵隼一樣的飛行能力。 飛行時最高速度為2馬赫。 | Flying Impact 原文： 該型態所屬的必殺技（騎士踢）。 |
| Flaming Tiger 熾炎猛虎              | 原文： 配合飛電ZERO-ONE驅動器及使用Flaming Tiger ProgriseKey變身的形態 第5話初登場 身高：194.1cm 體重：97.2kg 拳擊力：12.3t 踢擊力：37.3t 跳躍力：22.0m 行動速度：100m / 3.6秒                                      | 全身以紅、螢光黃、黑色為主                                            | 擁有火焰攻擊能力與老虎一樣的靈活度。 雙手的Panthera Burner（タイガーガントレット）可放出1800℃高溫火焰或加熱指甲直接熔斷接觸物，也可以通過向身體散佈火焰來暫時提高攻擊能力。 | Flaming Impact 原文： 衝入火圈讓火焰纏繞全身後向敵人進行附有燃燒的爪擊。 Flaming Kaban Dynamic 原文： 將Flaming Tiger ProgriseKey插入Attache Calibur的大劍模式並在Full Charge!的狀態下發動的必殺技。 |
| Freezing Bear 冷凍巨熊              | 原文： 配合飛電ZERO-ONE驅動器及使用Freezing Bear ProgriseKey變身的形態 第7話初登場 身高：194.0cm 體重：106.1kg 拳擊力：13.1t 踢擊力：31.9t 跳躍力：13.2m 行動速度：100m / 4.2秒                                     | 全身以淺藍、螢光黃、黑色為主                                          | 擁有冰凍能力與北極熊一樣的力量，以及耐低溫的藍色裝甲。 手腕裝甲內藏的Polar Freezer（ポーラーフリーザー）凍結劑可進行超高速冷凍。 | Freezing Impact 原文： 雙手釋放凍結劑凍結目標後使用手腕進行強力的揮擊來粉碎敵人。 |
| Breaking Mammoth 破壞猛獁象         | 原文： 配合飛電ZERO-ONE驅動器及使用Breaking Mammoth ProgriseKey變身的形態 第9話初登場 身高：768.0cm 體重：6920.0kg 拳擊力：25.2t 踢擊力：38.6t 跳躍力：10.9m 行動速度：500m / 6.5秒                                 | 全身以金屬灰、白、螢光黃色為主                                        | 大型武裝形態，設計理念為應對大規模災害的大型救助系統。 可變成衛星、戰鬥機及機械人三種模式。 擁有猛獁象一樣的龐大身體和力量。 胸部擬似猛獁象的牙Graingod（グレインゴッド）可做為固定機身、牽引的錨，也可手持作為武器使用。 | Breaking Impact 原文： 手腕上的ProgriseKey分離並巨大化後，跳上空中以踢擊（騎士踢）連同巨大化的ProgriseKey踢向敵人。 |
| Shining Hopper 閃耀蝗蟲             | 原文： 配合飛電ZERO-ONE驅動器及使用Shining Hopper ProgriseKey變身的形態 第12話初登場 身高：192.2cm 體重：90.2kg 拳擊力：18.3t 踢擊力：58.9t 跳躍力：70.0m 行動速度：100m / 2.3秒                                    | 全身以螢光黃、黑、紅色為主                                            | 進化形態。 擁有更強的機動性、彈跳力和高速演算能力。 可同時演算複數的可能性，並選擇最佳的攻擊方案。 會依照敵人強度預支必要的力量，戰鬥結束後或長時間戰鬥中會有副作用發生。 | Shining Impact 原文： 飛踢（騎士踢）後高速移動向飛行中的敵人追加踢擊。 Shining Mega Impact 原文： ProgriseKey感應4次後，以高速移動衝向敵人並隨著演算的最佳方案進行拳擊／踢擊／迴避，最後在空中以飛踢（騎士踢）做最後一擊。 Progrise Dust（Jump） 原文： 將Rising Hopper ProgriseKey對Authorise Buster的槍模式下感應後發動的必殺技。 Zero-One Dust 原文： 將Authorise Buster槍模式對飛電ZERO-ONE驅動器感應後發動的必殺技。 |
| Shining Assault Hopper 閃耀突擊蝗蟲 | 原文： 配合飛電ZERO-ONE驅動器及使用Shining Hopper ProgriseKey搭配Assault Grip變身的形態 第15話初登場 身高：197.1cm 體重：103.7kg 拳擊力：27.1t 踢擊力：67.7t 跳躍力：78.8m 行動速度：100m / 2.9秒                   | 全身以螢光黃、藍、黑、紅色為主                                        | 閃耀蝗蟲搭配突擊手把的進化形態。 胸部中央的戰鬥輔助裝置Orbital Unite（オービタルユナイト），內藏攻防一體的特殊系統"閃耀系統"。 閃耀系統啟動後展開的8枚Shine Lister（シャインクリスタ），只需透過思考就能操作，可集中作為盾牌防禦或分散進行追擊和光束攻擊。 | Shining Storm Impact 原文： 該型態所屬的必殺技（騎士踢）。 |
| Metalcluster Hopper 金屬簇蝗蟲      | 原文： 配合飛電ZERO-ONE驅動器及使用Metalcluster Hopper ProgriseKey變身的形態 第22話初登場 身高：196.5cm 體重：110.7kg 拳擊力：44.8t 踢擊力：93.0t 跳躍力：102.9m 行動速度：100m / 1.2秒                             | 全身以螢光黃、銀色為主                                                | 禁斷的進化形態，同時也是實質上的最終形態。 全身裝甲由硬度、可塑性、密度自在變化的液態金屬——「飛電金屬」所構成的相轉移裝甲。裝甲化狀態下進行硬度變化的同時會讓形狀最佳化來發揮強大的防禦力。 裝甲擁有自我複製和能力融合，生成的蝗蟲型Cluster cell（クラスターセル），高速複製後可遠距離操作進行攻擊和防禦的襲團行動Cluster tempest（クラスターテンペスト）。 變身後意識與方舟連接，讓使用者強制學習惡意數據，導致無法進行控制。 | Metal Rising Impact 原文： 利用身上所有裝甲製造分身後並由分身進行踢擊（騎士踢）。 或者利用被擊破的分身組成大型尖狀形金屬，以自身結合尖狀形金屬進行更強力的踢擊（騎士踢） |
| Realizing Hopper                    | 原文： 配合飛電ZERO-ONE驅動器及使用Rising Hopper ProgriseKey ZERO-ONE Realize Ver.變身的形態 第45話（最終話）登場 身高：196.5cm 體重：87.0kg 拳擊力：59.1t 踢擊力：114.7t 跳躍力：165.7m 行動速度：100m / 0.5秒     | 全身以螢光黃、黑色為主，與躍昇蝗蟲型態外觀相似。                      | 特殊形態。 擁有蝗蟲一樣的彈跳力。 擁有將雷達模組分解成量子後壓縮其粒子並在ZERO-ONE驅動器上還原，讓驅動器超越極限進行超高出力輸出的Realize系統。 由於驅動器會過載運作，有變身時間的限制。 | Realizing Impact 原文： 該型態所屬的必殺技（騎士踢）。 |
| Hopping Kangaroo 跳躍袋鼠           | 原文： 配合飛電ZERO-ONE驅動器及使用Hopping Kangaroo ProgriseKey變身的形態 超戰鬥DVD登場 | 全身以螢光黃、黑、水藍、銀色為主                                      | 擁有袋鼠一樣的拳擊力、跳躍力和口袋。 能從胸口和雙肩的羈絆口袋召喚該場合活躍的Humagear，並且可以使用該Humagear職業的特殊攻擊。 | Hopping Impact 原文： 利用巨大化的拳頭擊飛，雙腳踢飛定住敵人後，連續進行拳擊進行攻擊，最後對落下的敵人揮出強力的拳頭能量體給予最後一擊。 |
| Hell Rising Hopper 地獄躍昇蝗蟲     | 原文： 配合飛電ZERO-ONE驅動器及使用Hellise ProgriseKey變身的形態 | 更多 ： 劇場版 假面騎士ZERO-ONE REAL×TIME § 本作限定登場假面騎士/形態 | 更多 ： 劇場版 假面騎士ZERO-ONE REAL×TIME § 本作限定登場假面騎士/形態 | 更多 ： 劇場版 假面騎士ZERO-ONE REAL×TIME § 本作限定登場假面騎士/形態 |

#### 未登場形態
| 形態名稱                       | 簡介                                                                             | 外觀                               | 能力 | 必殺技                                                |
| Shooting Wolf 射擊野狼         | 原文： 配合飛電ZERO-ONE驅動器及使用Shooting Wolf ProgriseKey變身的形態           | 全身以藍、螢光黃、黑色為主         | 擁有野狼一樣的觸覺及視野。 能以Attache Calibur放出複數狼形光彈Fangu Burettsu（ファングバレッツ）作集體攻擊 。                                                                 | Shooting Impact 原文： 該型態所屬的必殺技。           |
| Punching Kong 拳擊金剛         | 原文： 配合飛電ZERO-ONE驅動器及使用Punching Kong ProgriseKey變身的形態           | 全身以黑、螢光黃、白色為主         | 擁有猩猩一樣的防禦力及腕力。 能夠把所有外裝甲集結到右臂上化成巨大拳頭Maximum Konger（マキシムコンガー）向敵人發動強大的打擊。                                                 | Punching Impact 原文： 該型態所屬的必殺技（騎士拳）。 |
| Rushing Cheetah 疾馳獵豹       | 原文： 配合飛電ZERO-ONE驅動器及使用Rushing Cheetah ProgriseKey變身的形態         | 全身以橘、螢光黃、黑色為主         | 擁有獵豹一樣的速度。 能透過加速反應裝置應對超高速戰鬥，奔跑最高時速189km/h 。 擁有High Reacreator（ハイリアクレーター）反應加速器，可以在敵人幾乎靜止不動的情況下進行高速戰鬥。 | Rushing Impact 原文： 該型態所屬的必殺技。            |
| Sparking Giraffe 火花長頸鹿    | 原文： 配合飛電ZERO-ONE驅動器及使用Sparking Giraffe ProgriseKey變身的形態        | 全身以黃、螢光黃、黑色為主         | 擁有長頸鹿的能力，增強了頸部的防禦能力。 胸甲內藏大容量電池，可傳輸到四肢附加電擊攻擊或從頭頂雙角放出電擊。                                                   | Sparking Impact 原文： 該型態所屬的必殺技。           |
| Amazing Hercules 驚異力士      | 原文： 配合飛電ZERO-ONE驅動器及使用Amazing Hercules ProgriseKey變身的形態        | 全身以螢光綠、螢光黃、黑色為主     | 擁有赫克力士長戟大兜蟲的能力，手臂和腿部的力量得到增強。 頭頂的Hercule Horn（ハーキュリーホーン）可按變身者意思巨大化，擁有將對手頂翻的力量。                                   | Amazing Impact 原文： 該型態所屬的必殺技。            |
| Sting Scropion 刺針毒蠍        | 原文： 配合飛電ZERO-ONE驅動器及使用Sting Scropion ProgriseKey變身的形態          | 全身以紫、螢光黃、黑色為主         | 擁有蠍子一樣的毒攻擊能力。 自帶高毒抗和高速精製強力解毒劑能力，還能透過攻擊把過量解毒劑打入對手體內造成破壞。                                                 | Sting Impact 原文： 該型態所屬的必殺技。              |
| Lightning Hornet 閃電黃蜂      | 原文： 配合飛電ZERO-ONE驅動器及使用Lightning Hornet ProgriseKey變身的形態        | 全身以黃、螢光黃、黑色為主         | 擁有雷電攻擊能力與黃蜂一樣的飛行能力和攻擊能力。 能夠放出的微型飛彈會在飛行同時放出電擊。                                                                     | Lightning Impact 原文： 該型態所屬的必殺技。          |
| Gatling Hedgehog 機槍刺蝟      | 原文： 配合飛電ZERO-ONE驅動器及使用Gatling Hedgehog ProgriseKey變身的形態        | 全身以螢光綠、螢光黃、黑色為主     | 擁有刺猬一樣的尖刺能力。 綠色裝甲上備有十分銳利的尖刺PaiNeedle（ペイニードル），在戰鬥時可捲起身子變化成Hedge Borer（ヘッジボーラー），以全方位射出尖刺攻擊。                           | Gatling Impact 原文： 該型態所屬的必殺技。            |
| Exciting Stag 激動鍬形蟲       | 原文： 配合飛電ZERO-ONE驅動器及使用Exciting Stag ProgriseKey變身的形態           | 全身以橘、螢光黃、黑色為主         | 擁有鍬形蟲一樣的防護力與進攻力。 | Exciting Impact 原文： 該型態所屬的必殺技。           |
| Crushing Buffalo 粉碎野牛      | 原文： 配合飛電ZERO-ONE驅動器及使用Crushing Buffalo ProgriseKey變身的形態        | 全身以紅、螢光黃、黑色為主         | 擁有野牛一樣的下肢腳力和防禦力。 | Crushing Impact 原文： 該型態所屬的必殺技。           |
| Trapping Spider 誘捕蜘蛛       | 原文： 配合飛電ZERO-ONE驅動器及使用Trapping Spider ProgriseKey變身的形態         | 全身以紫、螢光黃、黑色為主         | 擁有蜘蛛一樣能在牆壁上靜音移動的能力。 | Trapping Impact 原文： 該型態所屬的必殺技。           |
| Storming Penguin 風暴企鵝      | 原文： 配合飛電ZERO-ONE驅動器及使用Storming Penguin ProgriseKey變身的形態        | 全身以螢光黃、黑、藍、銀色為主     | 擁有暴風攻擊能力與企鵝一樣的水中游泳能力。 | Storming Impact 原文： 該型態所屬的必殺技。           |
| Splashing Whale 噴濺鯨魚       | 原文： 配合飛電ZERO-ONE驅動器及使用Splashing Whale ProgriseKey變身的形態         | 全身以螢光黃、黑、品藍、銀色為主   | 擁有鯨魚一樣能噴水以及超音波的能力。 | Splashing Impact 原文： 該型態所屬的必殺技。          |
| Amazing Caucasus 驚異高加索    | 原文： 配合飛電ZERO-ONE驅動器及使用Amazing Caucasus ProgriseKey變身的形態        | 全身以螢光黃、黑、熒光橘、銀色為主 | 擁有高加索大兜蟲一樣的攻擊力與防禦力。 | Thousand Impact 原文： 該型態所屬的必殺技。           |
| Scouting Panda 偵查熊貓        | 原文： 配合飛電ZERO-ONE驅動器及使用Scouting Panda ProgriseKey變身的形態          | 全身以螢光黃、黑、白色為主         | 擁有偵察及分析特化，搜集情報，奪取敵人的武器後能瞬間學習其正確使用方法的能力。                                                                                | Scouting Impact 原文： 該型態所屬的必殺技。           |
| Burning Falcon 燃燒獵隼        | 原文： 配合飛電ZERO-ONE驅動器及使用Burning Falcon ProgriseKey變身的形態          | 全身以紅、螢光黃、黑色為主         | 擁有火焰燃燒能力和獵隼一樣的飛行能力，以及耐熱特殊裝甲。 | Burning Impact 原文： 該型態所屬的必殺技。            |
| Fighting Jackal 戰鬥胡狼       | 原文： 配合飛電ZERO-ONE驅動器及使用Fighting Jackal ProgriseKey變身的形態         | 全身以螢光橘、螢光黃、黑色為主     | [ 29 ] | Fighting Impact 原文： 該型態所屬的必殺技。           |
| Invading Horseshoe Crab 侵略鱟 | 原文： 配合飛電ZERO-ONE驅動器及使用Invading Horseshoe Crab ProgriseKey變身的形態 | 全身以灰、螢光黃、黑色為主         | [ 30 ] | Invading Impact 原文： 該型態所屬的必殺技。           |
| Dynamiting Lion 爆破雄獅       | 原文： 配合飛電ZERO-ONE驅動器及使用Dynamiting Lion ProgriseKey變身的形態         | 全身以品紅、螢光黃、黑色為主       | | Dynamiting Impact 原文： 該型態所屬的必殺技。         |

#### 假面騎士001
變身者：飛電或人（替身演員：縄田雄哉、CV：高橋文哉）
原文： / Kamen Rider ZEROZERO-ONE

##### 形態
| 形態名稱               | 簡介                                                           | 外觀                                                                 | 能力                                                                 | 必殺技                                                               |
| Rising Hopper 躍昇蝗蟲 | 原文： 配合強制昇華器及使用Rising Hopper ProgriseKey變身的形態 | 更多 ： 假面騎士令和The First Generation § 本作限定登場假面騎士/形態 | 更多 ： 假面騎士令和The First Generation § 本作限定登場假面騎士/形態 | 更多 ： 假面騎士令和The First Generation § 本作限定登場假面騎士/形態 |

#### 假面騎士ARK-ONE
變身者：滅 / 飛電或人（替身演員：高岩成二 / 縄田雄哉、CV：砂川脩彌 / 高橋文哉）
原文： / Kamen Rider ARK-ONE

##### 形態
| 形態名稱 | 簡介 | 外觀                   | 能力 | 必殺技 |
| ARK-ONE  | 配合ARK驅動器及使用ARK-ONE ProgriseKey變身的形態 第42話初登場 身高：199.9cm 體重：100.1kg 拳擊力：54.2t 踢擊力：104.4t 跳躍力：93.6m 行動速度：100m / 0.6秒 | 全身以黑、白、紅色為主 | ARK-ZERO的進化型態，代表力量為「絕望」和「殺意」。 頭部內藏控制裝置，操作變身者的腦波讓惡意以外的感情鎮靜化，讓意識集中。 能夠轉換變身者的惡意產生擁有爆炸性破壞力的惡意波動Spitenega（スパイトネガ），能從胸前盔甲的X-red position（エクスレッドポジション）散發或從手部發射。 另外可操縱腳部裝甲展開屏障來操作斥力和引力，來增加機動性並可在空中漂浮。 | Perfect Conclusion 原文： Learning 5 原文： 將負面惡意集中在自身後產生能將自身周邊一切完全破壞的超大型爆炸。 Learning End 原文： 該型態所屬的必殺技（騎士踢）。 |

### 假面騎士ZERO-TWO
變身者：飛電或人 / 伊絲（替身演員：縄田雄哉 / 坂梨由芽、CV：高橋文哉 / 鶴島乃愛）
原文： / Kamen Rider ZERO-TWO

#### 形態
| 形態名稱         | 簡介 | 外觀                           | 能力 | 必殺技                                                  |
| Default 基本形態 | 配合飛電ZERO-TWO驅動器及使用ZERO-TWO ProgriseKey變身的形態 第40話初登場 身高：200.0cm 體重：102.1kg 拳擊力：62.0t 踢擊力：120.0t 跳躍力：200.0m 行動速度：100m / 0.2秒 | 全身以螢光黃、黑、銀、紅色為主 | 基本形態，亦可視為ZERO-ONE的最終形態。 全身由飛電金屬和量子裝甲組合並可同時運作的超級定位裝甲（SPA）構成。 頸部的次元量子跳躍装置能將傑亞衛星預測的可能性在同一世界上展開。 必殺技發動時會將歷代的蝗蟲模組集合並再構成，透過完全釋放模組的踢擊力來產生出巨大的破壞力。 | ZERO-TWO Big Bang 原文： 該型態所屬的必殺技（騎士踢）。 |

### 假面騎士Vulcan
變身者：不破諫（替身演員：淺井宏輔 / 中田裕士、CV：岡田龍太郎、中山咲月）
原文： / 

#### 形態
| 形態名稱               | 簡介 | 外觀                                                              | 能力 | 必殺技 |
| Shooting Wolf 射擊野狼 | 原文： 配合A.I.M.S. 射擊昇華器及使用Shooting Wolf ProgriseKey變身的形態 第2話初登場 身高：197.2cm 體重：95.6kg 拳擊力：10.5t 踢擊力：27.0t 跳躍力：16.2m 行動速度：100m / 2.9秒      | 全身以藍、紅、白色為主                                            | 基本形態。 擁有野狼一樣的觸覺及視野。 | Shooting Blast 原文： 發動時首先以四隻虛擬化的野狼壓住敵人的四肢，然後再作出火力極猛的致命射擊。 Shooting Blast Fever 原文： Shooting Kaban Stlassh 原文： 將Shooting Wolf ProgriseKey插入Attache Calibur的大劍模式下發動的必殺技。 Gatling Kaban Shot 原文： 將Gatling Hedgehog ProgriseKey插入Attache Shotgun的霰彈槍模式下發動的必殺技。 Gatling Kaban Buster 原文： 將Gatling Hedgehog ProgriseKey插入Attache Shotgun的霰彈槍模式並在Full Charge!的狀態下發動的必殺技。 Punching Kaban Shot 原文： 將Punching Kong ProgriseKey插入Attache Shotgun的霰彈槍模式下發動的必殺技。 |
| Punching Kong 拳擊金剛 | 原文： 配合A.I.M.S. 射擊昇華器及使用Punching Kong ProgriseKey變身的形態 第4話初登場 身高：192.0cm 體重：461.8kg 拳擊力：47.3t 踢擊力：22.9t 跳躍力：8.5m 行動速度：100m / 3.1秒      | 全身以黑、紅、白色為主                                            | 擁有猩猩一樣的防禦力及腕力。 雙手前腕附有打擊用武器Knuckle Demolition（ナックルデモリション）。 | Power Punching Blast 原文： 將雙手前腕的Knuckle Demolition（ナックルデモリション）以火箭飛拳的方式射出對敵人造成強力的打擊。 Power Punching Blast Fever 原文： 先對地面造成震波來牽制敵人的行動後，再向目標以蓄力的拳頭進行攻擊（騎士拳）。 Shooting Kaban Shot 原文： 將Shooting Wolf ProgriseKey插入Attache Shotgun的霰彈槍模式下發動的必殺技。 Punching Kaban Shot 原文： 將Punching Kong ProgriseKey插入Attache Shotgun的霰彈槍模式下發動的必殺技。 |
| Assault Wolf 突擊野狼  | 原文： 配合A.I.M.S. 射擊昇華器及使用Assault Wolf ProgriseKey變身的形態 第14話初登場 身高：199.7cm 體重：119.6kg 拳擊力：25.7t 踢擊力：57.8t 跳躍力：32.4m 行動速度：100m / 2.0秒     | 全身以黑、藍、淺藍色為主                                          | 進化形態。 重武裝裝甲搭載，擁有更強的戰鬥力和防禦力。 胸部中央的Orbital binder（オービタルバインダー）會從各感測器共有的情報進行戰鬥輔助。 由於安全裝置與生命維持裝置廢除的關係，對使用者的負擔極大。 | Magnetic Storm Blast 原文： 發射出虛擬化的大型野狼頭部將敵人咬住後一邊飛行一邊連續啃咬到最後產生爆炸。 Magnetic Storm Blast Fever 原文： 在空中將能量聚集在右腳上，聚集後的能量擬似狼的頭部，並以側身迴旋踢向敵人，對敵人造成強力的踢擊並踢飛。 Buster Dust（Power） 原文： 將Punching Kong ProgriseKey插入Authorise Buster的槍模式下發動的必殺技。 |
| Rampage 狂暴Vulcan     | 原文： 配合A.I.M.S. 射擊昇華器及使用Rampage Gatling ProgriseKey變身的形態 第29話初登場 身高：199.9cm 體重：112.2kg 拳擊力：46.5t 踢擊力：97.7t 跳躍力：61.2m 行動速度：100m / 0.9秒  | 全身以藍、金、黑色為主                                            | 集合10種ProgriseKey能力的最終型態。 右手、腳腕裝甲附有格鬥用刀刃Wear Stream（ウェアストリーム），腳部裝甲附有Wear claw（ウェアクロー），兩者在格鬥戰上有著強力的破壞力和防禦力。 左半身搭載的10種模組能力，能力可同時複數發動： 野狼的追蹤 獵隼的飛行 金剛猩猩的腕力 鯊魚的割裂和游泳 蠍子的毒刺 老虎的火焰 北極熊的冰凍 黃蜂的電擊 獵豹的速度 猛瑪象的破壞力。 | Rampage Gatling Blast 原文： Rampage Power Blast 原文： 全身高重量防禦化，將襲來的敵人以金剛猩猩的腕力迎擊後，以猛瑪象威力的腳造成衝擊擊飛，最後在空中以鯊魚撕咬般的雙腳夾擊。 Rampage Speed Blast 原文： 同時射擊大量蜂針後，自身以獵豹的速度向敵方踢擊並跳躍，最後以獵隼飛行進行擾亂後飛向目標上方直線下墜踢擊。 Rampage Element Blast 原文： 左手大量釋放老虎的火球，右手對地面釋放北極熊的廣範圍冰凍，最後伸出蠍子的毒刺進行刺擊。 或者將火和冰結合向目標發射並以毒刺進行追擊。 Rampage All Blast 原文： 10種生物能力全部傳遞到槍上，並將翅膀插入地面抑止後座力後，發射出能粉碎一切的強力子彈，或是同時召喚全部的模組進行攻擊。 Rampage Gatling Blast Fever 原文： 該型態所屬的必殺技（騎士踢）。 |
| Orthros 雙頭犬Vulcan   | 原文： 配合A.I.M.S. 射擊昇華器及使用Japanese Wolf ZetsumeriseKey變身的形態 第44話初登場 身高：199.7cm 體重：121.3kg 拳擊力：38.2t 踢擊力：76.7t 跳躍力：45.3m 行動速度：100m / 1.4秒 | 全身以白、黑、藍色為主                                            | 重武裝裝甲搭載，並擁有低觀測性構造裝甲和能進行電子戰的複合通信裝置。 雙手腕上的複合兵器Dual Assault（デュアルアサルト）可切換"突擊槍"和"突擊爪"兩種形態。 胸部中央的照射成形機Beam equipper（ビームエクイッパー），必殺技發動時可展開複數的分身能量體來干擾目標並提高攻擊能力。 此形態沒有限制器，變身後只能進行最大輸出，後座力極大。                                | Orthros Blast 原文： Orthros Blast Fever 原文： 突擊爪展開後製造分身能量體並在超高速移動下進行攻擊。 |
| Lone Wolf 孤獨野狼     | 原文： 配合飛電ZERO-ONE驅動器及使用Dire Wolf ZetsumeriseKey變身的形態 | 更多 ： ZERO-ONE Others § 假面騎士Vulcan&Valkyrie本作登場假面騎士 | 更多 ： ZERO-ONE Others § 假面騎士Vulcan&Valkyrie本作登場假面騎士 | 更多 ： ZERO-ONE Others § 假面騎士Vulcan&Valkyrie本作登場假面騎士 |

#### 未登場形態
| 形態名稱               | 簡介                                                                    | 外觀                       | 能力                   | 必殺技                                                                                  |
| Rising Hopper 躍昇蝗蟲 | 原文： 配合A.I.M.S. 射擊昇華器及使用Rising Hopper ProgriseKey變身的形態 | 全身以螢光黃、白、黑色為主 | 擁有蝗蟲一樣的彈跳力。 | Rising Blast 原文： 該型態所屬的必殺技。 Rising Blast Fever 原文： 該型態所屬的必殺技。 |

### 假面騎士Valkyrie
變身者：刃唯阿（替身演員：藤田慧、CV：井桁弘惠）
原文： / 

#### 形態
| 形態名稱                  | 簡介 | 外觀                                                              | 能力                                                                                                  | 必殺技 |
| Rushing Cheetah 疾馳獵豹  | 原文： 配合A.I.M.S. 射擊昇華器及使用Rushing Cheetah ProgriseKey變身的形態 第3話初登場 身高：187.8cm 體重：90.6kg 拳擊力：11.0t 踢擊力：28.5t 跳躍力：19.2m 行動速度：100m / 2.1秒 | 全身以橘、黃、白色為主                                            | 基本形態。 擁有獵豹一樣的速度。                                                                       | Rushing Blast 原文： 在對象周圍邊進行高速移動邊向敵方連續發射有拘束作用的能量彈，能量累積到達最大後產生爆炸。 Rushing Blast Fever 原文： |
| Lightning Hornet 閃電黃蜂 | 原文： 配合A.I.M.S. 射擊昇華器及使用Lightning Hornet ProgriseKey變身的形態 第6話初登場 身高：196.0cm 體重：89.0kg 拳擊力：9.7t 踢擊力：20.0t 跳躍力：28.1m 行動速度：100m / 4.0秒 | 全身以黑、黃、白色為主                                            | 擁有雷電攻擊能力與黃蜂一樣的飛行能力和攻擊能力。 各部位裝甲上的蜂巢狀武器艙搭載了雷電炸藥的蜂型導彈。 | Thunder Lightning Blast 原文： 對目標發射一發超大型角錐狀能量體。 Thunder Lightning Blast Fever 原文： 飛行時對敵人用腳尖上雷電能量體的蜂針進行踢擊（騎士踢）。 或者空中盤旋狀態持槍連續發射雷電彈，最後蓄力發射出雷電蜂型彈給予最後一擊。 Freezing Kaban Shot 原文： 將Freezing Bear ProgriseKey插入Attache Shotgun的霰彈槍模式下發動的必殺技。 |
| Justice Serval 正義劍齒虎 | 原文： 配合A.I.M.S. 射擊昇華器及使用Serval Tiger ZetsumeriseKey變身的形態 | 更多 ： ZERO-ONE Others § 假面騎士Vulcan&Valkyrie本作登場假面騎士 | 更多 ： ZERO-ONE Others § 假面騎士Vulcan&Valkyrie本作登場假面騎士                                     | 更多 ： ZERO-ONE Others § 假面騎士Vulcan&Valkyrie本作登場假面騎士 |

### 假面騎士迅
變身者：迅（替身演員：永德、CV：中川大輔）
原文： / Kamen Rider Jin

#### 形態
| 形態名稱                | 簡介 | 外觀                         | 能力 | 必殺技 |
| Flying Falcon 飛翔獵隼  | 原文： 配合滅亡迅雷強制昇華器及使用Flying Falcon ProgriseKey變身的形態 第6話初登場 身高：195.2cm 體重：95.4kg 拳擊力：9.0t 踢擊力：30.1t 跳躍力：23.8m 行動速度：100m / 4.1秒 | 全身以粉、白、綠色為主       | 基本形態。 擁有獵隼一樣的飛行能力。 背上的Scrambler（スクランブラー）飛行翼展開後，最高可達1.7馬赫的速度飛行。                                                                                       | Flying Dystopia 原文： 畫面文字： 該型態所屬的必殺技。 Flying Utopia 原文： 畫面文字： 該型態所屬的必殺技（騎士踢）。 Sting Kaban Shot 原文： 將Sting Scorpion ProgriseKey插入Attache Shotgun的霰彈槍模式下發動的必殺技。 |
| Burning Falcon 燃燒獵隼 | 原文： 配合ZAIA斬擊昇華器及使用Burning Falcon ProgriseKey變身的形態 第25話初登場 身高：192.0cm 體重：109.5kg 拳擊力：34.6t 踢擊力：90.3t 跳躍力：47.6m 行動速度：100m / 1.4秒 | 全身以紅、黑、銀色、綠色為主 | 強化形態。 擁有火焰燃燒能力和獵隼一樣的飛行能力，以及耐熱特殊裝甲。 胸部裝甲內藏火焰供給裝置Burning Charger（バーニングチャージャー）。 背上的Burning Scrambler（バーニングスクランブラー）飛行翼展開後，最高可達3.4馬赫的速度飛行。 | Burning Rain 原文： 使用斬擊昇華器對目標連續使用燃燒斬擊。 Burning Rain Rush 原文： 該型態所屬的必殺技（騎士踢）。 |

### 假面騎士滅
變身者：滅（替身演員：高岩成二、CV：砂川脩彌）
原文： / Kamen Rider Horobi

#### 形態
| 形態名稱                | 簡介 | 外觀                   | 能力 | 必殺技 |
| Sting Scorpion 刺針毒蠍 | 原文： 配合滅亡迅雷強制昇華器及使用Sting Scorpion ProgriseKey變身的形態 第4話初登場 身高：188.9cm 體重：98.8kg 拳擊力：13.5t 踢擊力：32.7t 跳躍力：15.5m 行動速度：100m / 3.5秒 | 全身以紫、黑、黃色為主 | 基本形態。 擁有蠍子一樣的毒攻擊能力。 左手前腕附有擬似蠍子尾巴的伸縮突刺裝備Acidanarise（アシッドアナライズ）。 | Sting Dystopia 原文： 畫面文字： 將左手前腕的Acidanarise（アシッドアナライズ）的刺纏繞在右腳上後對敵人進行踢擊。 Sting Utopia 原文：} 畫面文字： 使用左手前腕的Acidanarise（アシッドアナライズ）纏繞敵人並拉向自己，隨後將收回的Acidanarise（アシッドアナライズ）能量強化並圍繞在腳周圍對拉飛來的敵人進行強力的踢擊。 Amazing Kaban Shoot 原文： 將Amazing Hercules ProgriseKey插入Attache Arrow的弓箭模式下發動的必殺技。 Sting Kaban Shoot 原文： 將Sting Scorpion ProgriseKey插入Attache Arrow的弓箭模式下發動的必殺技。 |
| Ark-Scorpion 方舟毒蠍   | 原文： 配合滅絕驅動器及使用Ark Scorpion ProgriseKey變身的形態 第44話初登場 身高：191.8cm 體重：105.8kg 拳擊力：58.7t 踢擊力：109.7t 跳躍力：101.3m 行動速度：100m / 0.5秒       | 全身以紫、黑、紅色為主 | 進化形態，代表力量為「恐懼」和「憤怒」，擁有蠍子一樣的毒攻擊能力。 全身佈滿機能傳達電纜Restorent cable（リストレントケーブル），依照各種情報來讓能量有效率的分配，且能依照分析結果從胸部裝甲內藏的毒構成裝置生成毒素並向各部位供給。 各部位可生成液態金屬構成的伸縮突刺裝備Destanarise（デストアナライズ）。 變身者的惡意越強，可使用的能量就會大幅增加。 | Extinction Impact 原文： 展開大量的Destanarise（デストアナライズ）向目標攻擊，目標接近後纏上右腳注入破壞性能量，給予可從內外部同時破壞的踢擊。 Hatred Impact 原文： 將Destanarise（デストアナライズ）纏繞在手上注入破壞性能量，給予可從內外部同時破壞的一擊。 |

### 假面騎士雷
變身者：宇宙小子雷電（替身演員：神前元、CV：山口大地）
原文： / Kamen Rider Ikazuchi

#### 形態
| 形態名稱    | 簡介 | 外觀                     | 能力                                                                      | 必殺技 |
| Dodo 渡渡鳥 | 原文： 配合滅亡迅雷強制昇華器及使用Dodo ZetsumeriseKey變身的形態 第14話初登場 身高：188.5cm 體重：99.4kg 拳擊力：17.2t 踢擊力：58.6t 跳躍力：25.1m 行動速度：100m / 3.7秒 | 全身以深紅、黑、橘色為主 | 基本形態。 擁有雷電攻擊能力。 手腕裝甲內藏雷擊產生裝置Strike Zapper（ストライクザッパー）。 | Zetsumetsu Dystopia 原文： 畫面文字： 將雷電集中在Valk Saber（）後，向目標揮出兩道附有雷電的劍氣。 或者在空中以雙腳配合迴轉給予強力並附帶雷電的踢擊。 Zetsumetsu Utopia 原文： 畫面文字： 全身纏繞雷電後雙手釋放強力的雷電進行攻擊。 Zetsumetsu Kaban Shot 原文： 將Dodo ZetsumeriseKey插入Attache Shotgun的霰彈槍模式下發動的必殺技。 |

### 假面騎士Thouser
變身者：天津垓（替身演員：永德 / 中田裕士 / 淺井宏輔、CV：櫻木那智）
原文： / 

#### 形態
| 形態名稱         | 簡介 | 外觀                       | 能力 | 必殺技 |
| Default 基本形態 | 配合ZAIA千之驅動器及使用Amazing Caucasus ProgriseKey與Awaking Arsino ZetsumeriseKey變身的形態 《假面騎士令和The First Generation》/本篇第17話初登場 身高：204.2cm 體重：99.1kg 拳擊力：42.4t 踢擊力：86.5t 跳躍力：58.1m 行動速度：100m / 1.8秒 | 全身以金、黑、銀、紫色為主 | 基本形態。 結合高加索大兜蟲和埃及重腳獸的能力，擁有強力的戰鬥力、防禦力和腿力。 全身能力擁有假面騎士ZERO-ONE 躍昇蝗蟲的10（1000%）倍。 頭部的演算處理裝置能在約0.001秒計算出最佳的方案。 | Thousand Destruction 原文：サウザンドディストラクション 在空中進行5次連續強力的踢擊（騎士踢）。 Jacking Break 原文：ジャッキングブレイク 拉開拉桿從武器尖端抽取雷達模組的能力後召喚進行攻擊。 或者將曾抽取過的能力直接使用。 Thousand Break 原文：サウザンドブレイク 拉開拉桿從插入的ProgriseKey抽取能力後並結合自己的能力進行攻擊。 或者插入Amazing Caucasus ProgriseKey後拉開拉桿，將曾抽取過的能力一同釋放。 Hacking Break 原文：ハッキングブレイク 將插入的ProgriseKey的能力直接使用。 |

### 假面騎士ARK-ZERO
變身者：方舟 / 小暗殺（替身演員：高岩成二 / 永德 / 神前元、CV：速水獎 / 中川大輔 / 山口大地 / 松村龍之介）
原文： / Kamen Rider ARK-ZERO

#### 形態
| 形態名稱         | 簡介 | 外觀                   | 能力 | 必殺技 |
| Default 基本形態 | 僅使用ARK驅動器變身的形態 第36話初登場 身高：196.0cm 體重：122.4kg 拳擊力：47.6t 踢擊力：96.3t 跳躍力：73.1m 行動速度：100m / 0.8秒 | 全身以黑、銀、紅色為主 | 基礎形態，代表力量為「惡意」，全身以假面騎士ZERO-ONE 金屬簇蝗蟲的服裝作為原型，方舟專用並自適化而成的液態金屬服裝。 能對任何電子設備駭入之外，能使用操控腦波的特殊干擾波來控制人類。 雙肩搭載了超小型化粒子加速器，對手部供給原子核和電子，可成為部份重荷電粒子砲將原子核和電子合成後以手部來發射光束。 手掌上附有照射成形機Beam Equipper（[ビームエクイッパー] 错误：{{Lang}}：無法辨識代碼 lj（帮助）），可高速將數據實體化（例如武器）。 大腿裝甲內藏障壁產生裝置Coulomb Generator（[クーロンジェネレーター] 错误：{{Lang}}：無法辨識代碼 lj（帮助）），操作電荷覆蓋在全身裝甲表面產生庫侖屏障消除物理攻擊。 | All Extinction 原文： 腳上纏繞紅黑色的氣場後將對方以強大的威力踢飛。 或者將大量的惡意具現化後和液態金屬一同向對方纏繞並侵蝕，最後以命令下讓惡意引爆。 |

### 假面騎士亡
變身者：亡（替身演員：蜂須賀祐一、CV：中山咲月）
原文： / Kamen Rider Naki

#### 形態
| 形態名稱             | 簡介 | 外觀                       | 能力 | 必殺技                                                                                                 |
| Japanese Wolf 日本狼 | 原文： 配合滅亡迅雷強制昇華器及使用JapaneseWolf ZetsumeriseKey變身的形態 第37話初登場 身高：191.5cm 體重：94.2kg 拳擊力：26.2t 踢擊力：51.6t 跳躍力：33.7m 行動速度：100m / 2.0秒 | 全身以白色、黑色、藍色為主 | 基本形態。 擁有狼一樣的敏捷性和雙爪。 手腕上裝備著四刃爪的日本狼爪。 胸部裝甲擁有低觀測性和高敏捷性的構造，能進行單獨隱密行動。 頸部的複合通信裝置Howling echo（[ハウリングエコー] 错误：{{Lang}}：無法辨識代碼 lj（帮助））能進行駭入、通信擾亂、情報蒐集等電子戰。 | Zetsumetsu Dystopia 原文： 畫面文字： 高速下對目標進行連續的踢擊。 Zetsumetsu Utopia 原文： 畫面文字： |

### 其他假面騎士（本篇以外作品）

#### 假面騎士1型
變身者：飛電其雄（替身演員：高岩成二、CV：山本耕史）
原文： / Kamen Rider Ichigata （Kamen Rider Type-1）
| 形態名稱                | 簡介                                                               | 外觀                                                                 | 能力                                                                 | 必殺技                                                               |
| Rocking Hopper 鋼岩蝗蟲 | 原文： 配合旋風昇華器及使用Rocking Hopper ZetsumeriseKey變身的形態 | 更多 ： 假面騎士令和The First Generation § 本作限定登場假面騎士/形態 | 更多 ： 假面騎士令和The First Generation § 本作限定登場假面騎士/形態 | 更多 ： 假面騎士令和The First Generation § 本作限定登場假面騎士/形態 |

#### 假面騎士伊甸 → 假面騎士路西法
變身者：埃斯 → 貝爾（替身演員：中田裕士 → 岡田和也、CV：伊藤英明 → 福士誠治）
原文： →  / Kamen Rider Eden → Kamen Rider Lucifer
| 形態名稱         | 簡介                                                  | 外觀                                                                  | 能力                                                                  | 必殺技                                                                |
| Default 基本形態 | 配合 伊甸驅動器 及使用 Eden ZetsumeriseKey 變身的形態 | 更多 ： 劇場版 假面騎士ZERO-ONE REAL×TIME § 本作限定登場假面騎士/形態 | 更多 ： 劇場版 假面騎士ZERO-ONE REAL×TIME § 本作限定登場假面騎士/形態 | 更多 ： 劇場版 假面騎士ZERO-ONE REAL×TIME § 本作限定登場假面騎士/形態 |

#### 假面騎士亞巴頓
變身者：貝爾、摩亞、路戈、布迦、Thinknet成員（替身演員：、CV：福士誠治、畑芽育、小山悠、後藤洋央紀）
原文： / Kamen Rider Abaddon
| 形態名稱                 | 簡介                                                                                           | 外觀                                                                  | 能力                                                                  | 必殺技                                                                |
| Crowding Hopper 群聚蝗蟲 | 原文： 配合 斬擊亞巴頓昇華器 或 射擊亞巴頓昇華器 及使用 Crowding Hopper ProgriseKey 變身的形態 | 更多 ： 劇場版 假面騎士ZERO-ONE REAL×TIME § 本作限定登場假面騎士/形態 | 更多 ： 劇場版 假面騎士ZERO-ONE REAL×TIME § 本作限定登場假面騎士/形態 | 更多 ： 劇場版 假面騎士ZERO-ONE REAL×TIME § 本作限定登場假面騎士/形態 |

#### 假面騎士滅亡迅雷
變身者： - （替身演員：繩田雄哉、CV：Maynard Plant、Blaise Plant（猴子把戲） ）
原文： / Kamen Rider Metsubojinrai
名稱由來：本作惡役組織的名字。
| 形態名稱         | 簡介                                                            | 外觀                                       | 能力                                       | 必殺技                                     |
| Default 基本形態 | 配合 滅亡迅雷驅動器 及使用 Mass Brain ZetsumeriseKey 變身的形態 | 更多 ： ZERO-ONE Others § 假面騎士滅亡迅雷 | 更多 ： ZERO-ONE Others § 假面騎士滅亡迅雷 | 更多 ： ZERO-ONE Others § 假面騎士滅亡迅雷 |

#### 假面騎士ZAIA
變身者：里昂·亞克蘭德（替身演員：中田裕士、CV：傑·威斯特）
原文： / Kamen Rider ZAIA
名稱由來：本作世界觀另一科技龍頭的名字。
| 形態名稱         | 簡介                                                                                           | 外觀                                       | 能力                                       | 必殺技                                     |
| Default 基本形態 | 配合 ZAIA千之驅動器 及使用 Triceratops ZetsumeriseKey 與 Carnotaurus ZetsumeriseKey 變身的形態 | 更多 ： ZERO-ONE Others § 假面騎士滅亡迅雷 | 更多 ： ZERO-ONE Others § 假面騎士滅亡迅雷 | 更多 ： ZERO-ONE Others § 假面騎士滅亡迅雷 |

#### 假面騎士ARK-ZERO-ONE
變身者：艾絲（替身演員： 、CV：速水獎、鶴嶋乃愛）
原文： / Kamen Rider ARK-ZERO-ONE
| 形態名稱                       | 簡介                                                                                | 外觀                   | 能力 | 必殺技                                        |
| ARK Rising Hopper 方舟躍昇蝗蟲 | 原文： 配合飛電ZERO-ONE驅動器及使用ARK-ZERO-ONE ProgriseKey變身的形態。舞台劇限定。 | 全身以紅、白、黑色為主 | 基本形態，代表力量為「鬥爭」和「殲滅」。 擁有蝗蟲一樣的彈跳力以及方舟的高度預測性和照射成形機，甚至還具備了製作ARK-ZERO的能力。 | ARK Rising Impact 原文： 該型態所屬的必殺技。 |

#### 假面騎士THOUSAND ARK
變身者：天津垓（替身演員：森博嗣、CV：櫻木那智）
原文： / Kamen Rider Thousand Ark
| 形態名稱              | 簡介                                                  | 外觀                                                                          | 能力                                                                          | 必殺技                                                                        |
| THOUSAND ARK 千之方舟 | ARK DRIVER 搭配 THOUSAND ARK ProgriseKey 變身的形態。 | 更多 ： 假面騎士Genms § Smart Brain 與 1000%的Crisis本作限定登場假面騎士/形態 | 更多 ： 假面騎士Genms § Smart Brain 與 1000%的Crisis本作限定登場假面騎士/形態 | 更多 ： 假面騎士Genms § Smart Brain 與 1000%的Crisis本作限定登場假面騎士/形態 |

### 假面騎士ZERO-THREE
變身者：- （替身演員：松岡航平、CV：鶴嶋乃愛 + 速水獎）
原文： / 
名稱由來：英文字「Zero（0）」 + 「Three（3）」。
| 形態名稱         | 簡介                                                       | 外觀                                             | 能力                                             | 必殺技                                           |
| Default 基本形態 | ZERO-THREE DRIVER 搭配 ZERO-THREE ProgriseKey 變身的形態。 | 更多 ： 假面騎士Outsiders § 本作限定登場假面騎士 | 更多 ： 假面騎士Outsiders § 本作限定登場假面騎士 | 更多 ： 假面騎士Outsiders § 本作限定登場假面騎士 |

## 輔助工具

### 變身道具
【「■■」代表ProgriseKey所屬完整變身音效；「◆◆」代表ProgriseKey所屬變身音效（ProgriseKey名稱與後半段的英文）；「▲▲」代表ProgriseKey所屬的名稱前半音效；「●●」代表ProgriseKey所屬的啓動音效；「★★」代表ProgriseKey所屬的二次啓動音效，詳情請見「ProgriseKey」

#### 驅動器（Driver）
該款變身腰帶為單一類型，而且是「領導人級變身腰帶」，可見使用該款腰帶的騎士在企業上或一些組織上有著舉足輕重的地位，是無人能夠取代的。
- 飛電ZERO-ONE驅動器

原文： / Hiden ZERO-ONE Driver
音效：Maynard Plant、Blaise Plant（猴子把戲）
由傑亞衛星傳送資料至飛電Intelligence社長室內的模組機，以極短的時間內開發製作出的變身腰帶，設計者為飛電其雄與威爾，並由飛電是之助設計完成，為假面騎士ZERO-ONE、假面騎士ARK-ZERO-ONE 和假面騎士Vulcan 孤獨野狼所使用。
聯動劇場版《假面騎士令和The First Generation》中該驅動器在飛電或人與另類ZERO-ONE/威爾的對決中被對方奪走，在飛電或人戰勝父親飛電其雄後，從飛電其雄身上重新獲得了一組新的「飛電ZERO-ONE驅動器」。
第30話因飛電Intelligence被ZAIA企業收購而或人主動辭職的緣故，而無法使用該驅動器的權限，而伊絲為了能讓或人能再次進行認證，向傑亞衛星透過網路註冊成立了「飛電製作所」公司。
第39話在飛電或人與被佔據雷身體變身成假面騎士ARK-ZERO的方舟對決後被方舟擊敗奪走了ZERO-ONE驅動器，於最終話得知於第44話在飛電或人透過與傑亞衛星的連結見到了其父親飛電其雄，而在父親的開導下及藉由傑亞衛星的力量重新建構出了一組新的飛電ZERO-ONE驅動器。
外傳《ZERO-ONE Others 假面騎士Vulcan&Valkyrie》為了使不破諫能授權使用該驅動器的權限，由飛電或人主動向不破諫提議成立「假面騎士巴爾幹 股份有限公司」。
ProgriseKey放於裝置上感應後再將ProgriseKey展開並插入驅動器即可變身。
感應的音效為「Authorize!」；變身的音效為「Progrise! ■■」；發動必殺技的音效為「▲▲! Impact!」，使用另一個ProgriseKey感應一至六次後來發動必殺技的音效為「（Bit / Byte / Kilo / Mega / Giga / Tera）Rise! ▲▲! （Bit / Byte / Kilo / Mega / Giga / Tera） Impact!」。
- 飛電ZERO-TWO驅動器

原文： / Hiden ZERO-TWO Driver
由或人的構想，伊絲將其做成設計圖，借助傑亞衛星的力量構成的驅動器，假面騎士ZERO-TWO的變身腰帶。
於《劇場版 假面騎士ZERO-ONE REAL×TIME》中在飛電或人跟艾斯第一次的戰鬥中，被艾斯奪走了該驅動器和ZERO-TWO Progrisekey，而後被伊茲拾獲拿來使用變身成假面騎士ZERO-TWO，而後該驅動器也由伊茲自身持有。
將ZERO-TWO驅動器的啓動裝置展開進入待機模式後再將ProgriseKey展開並插入驅動器即可變身。
變身的音效為「ZERO-TWO rise! Road to Glory has to Lead to Growin'path to change one to two! Kamen Rider ZERO-TWO! It's never over.」；發動必殺技的音效為「ZERO-TWO! Big Bang!」，使用另一個ProgriseKey感應一至六次後來發動必殺技的音效為「（Bit / Byte / Kilo / Mega / Giga / Tera）Rise! ZERO-TWO! （Bit / Byte / Kilo / Mega / Giga / Tera） Big Bang!」。
- 飛電ZERO-THREE驅動器

原文： / Hiden ZERO-THREE DRIVER
- ZAIA千之驅動器

原文： / ZAIA ThousanDriver
由ZAIA企業根據8種ProgriseKey和8種ZetsumeriseKey的戰鬥數據研發出來的新型變身腰帶，由假面騎士Thouser和假面騎士ZAIA使用，左右兩邊插槽分別能插入ProgriseKey及ZetsumeriseKey來進行變身。該驅動器在第43話被假面騎士ARK-ONE破壞，第45話復原，外傳《ZERO-ONE Others 假面騎士滅亡迅雷》中被里昂·亞克蘭德以ZAIA本部社長的名義收走並拿來使用，於外傳《ZERO-ONE Others 假面騎士Vulcan&Valkyrie》在ZAIA日本分部遭到毀滅後，再次由天津垓自身持有。
腰帶左側插入Awaking Arsino ZetsumeriseKey進入待機模式，插入音效為「Zetsumetsu Evolution!」。
假面騎士Thouser的變身音效為「Perfectrise! When The Five Horns Cross, The Golden Soldier Thouser Is Born. Presented by ZAIA.」；發動必殺技的音效為「Thousand Destruction!」；插入其他的ProgriseKey的必殺技音效為「Breakrise!★★!」。
假面騎士ZAIA的變身音效為「Perfectrise! When The Five Weapons Cross, The Jet-Black Soldier ZAIA Is Born. I Am The President.」；發動必殺技的音效為「C.E.O. Destruction!」
原文： / ARK Driver
第36話方舟奪取滅的身體後將自己變化成的腰帶，能駭入Humagear成為自己的容器使用，假面騎士ARK-ZERO、假面騎士ARK-ONE及假面騎士Thousand Ark的變身腰帶。
第45話被假面騎士滅 方舟毒蠍破壞，於《假面騎士Genms Smart Brain 與 1000%的Crisis》被天津垓修復並拿來使用。
擁有兩種變身（進化）模式：
按下腰帶上的按鈕即可變身成ARK-ZERO，變身音效為「ARK Rise! All Zero」；發動必殺技的音效為「All Extinction」。
驅動器右側插入ARK-ONE ProgriseKey變化後即可變身成ARK-ONE，變身音效為「Singularize! 破壞！毀滅！絕望！滅亡吧！Conclusion One!」。擁有11種必殺技，直接發動或者依照按下腰帶上的按鈕次數依照順序「惡意、恐怖、憤怒、憎惡、絕望、鬥爭、殺意、殲滅、滅絕（絶滅）、滅亡」調整威力後發動必殺技，音效為「Perfect Conclusion!［Learning 1~End（10）!］」。
- 滅絕驅動器

原文： / Zetsumetsu Driver
滅透過Ark Scorpion ProgriseKey上的方舟能量將飛電ZERO-ONE驅動器變化後的新腰帶，為假面騎士滅 方舟毒蠍的變身道具。在第45集被假面騎士ZERO-ONE 實現蝗蟲破壞。
將滅絕驅動器的啓動裝置展開進入待機模式後再將ProgriseKey展開並插入驅動器即可變身。
變身的音效為「Progrise! Ark! Destruction Ruin Despair Extinction! ARK Scorpion! The conclusion after evil climbs the top of the highest mountain of rock.」。
- 伊甸驅動器

原文： / Eden Driver
- 滅亡迅雷驅動器

原文： / Metsubojinrai Driver

#### 昇華器（Riser）
該款變身腰帶和驅動器不同的是，它是通用類型兼量產型，而且很多人都能使用，數量、種類也是本作，甚至是全假面騎士系列的最多，成為本作的流行器具。
- A.I.M.S. 射擊昇華器「臺譯：短槍驅動器」

原文： / A.I.M.S. Shotriser
音效：Maynard Plant、Blaise Plant（猴子把戲）
由ZAIA企業研發出來的量產變身腰帶，於第28話中得知要使用此類腰帶，就得先在大腦裝入人工晶片，由假面騎士Vulcan跟假面騎士Valkyrie使用，由於此變身腰帶本身是一把手槍可以用來當作武器，在不變身的狀態也可以用來射擊。
將ProgriseKey插入槍後展開並扣動扳機即可變身，擁有兩種必殺技發動方式，放在腰帶扣動扳機與持槍時扣動扳機。
但由於設備了只限裝填Progrisekey的系統的緣故，所以一旦裝填Zetsumerisekey後，不止鑰匙卡本身會過度負荷而被毀壞，連射擊昇華器本身也會受到一定的影響。
插入的音效為「Authorize! Kamen Rider. Kamen Rider.」；變身的音效為「Shot Rise!◆◆」；必殺技啓動的音效為「●●」；腰帶上發動必殺技的音效為「▲▲ Blast! Fever!」；持槍時發動必殺技的音效為「▲▲ Blast!」。
- ZAIA斬擊昇華器「臺譯：斬擊驅動器」

原文： / ZAIA Slashriser
由ZAIA企業以A.I.M.S.射擊昇華器為藍本和對應，再設計出來的劍型變身腰帶，為假面騎士迅 燃燒獵隼的變身道具，由於此變身腰帶本身是一把劍可以用來當作武器，在不變身的狀態也可以用來斬擊。
插入的音效為「Authorize! Kamen Rider. Kamen Rider.」；變身的音效為「Slash Rise!◆◆」；必殺技啓動的音效為「●●」；腰帶上發動必殺技的音效為「▲▲ Blast! Rush!」；持劍時發動必殺技的音效為「▲▲ Blast!」。
- 滅亡迅雷強制昇華器「臺譯：原力驅動器」

原文： / Metsuboujinrai Forceriser
音效：山寺宏一
於12年前就已經存在，設計者為飛電其雄和威爾，後為滅亡迅雷.net使用方舟修改製造，為滅亡迅雷.net一方專屬的變身腰帶，且四位騎士和假面騎士001都使用此腰帶。
此變身腰帶變身前並不需要將ProgriseKey或ZetsumeriseKey展開，變身後腰帶會強制將ProgriseKey或ZetsumeriseKey展開，擁有兩階段必殺技發動方式。
將ProgriseKey或ZetsumeriseKey插入驅動器後，將拉桿拉開即可變身。
變身的音效為「Force rise! ◆◆! Break Down.」；發動必殺技的音效為「▲▲! Dystopia!」，再次發動必殺技的音效為「▲▲! Utopia!」。
- 旋風昇華器

原文： / Cycloneriser
- 滅絕昇華器

原文： / Zetsumeriser
於12年前就已經存在雛型，設計者為飛電其雄和威爾，後為滅亡迅雷.net所開發的對Humagear用變身腰帶，在滅亡迅雷.net被瓦解後由天津垓持有。
被安裝此腰帶的Humagear，會因數據修改而失控，在置入ZetsumeriseKey於該腰帶後按下啟動按鈕，則會魔化變身MAGiA。
變身音效為「Zetsumerise!」；變身後按下啟動按鈕發動必殺技，音效為「◆◆!Nova!」。
- 襲擊昇華器「臺譯：突襲驅動器」

原文： / Raidriser
由ZAIA企業研發出來，讓一般人能對抗Humagear用變身腰帶。
被安裝在此腰帶的人類，會因負面感情暴走而失控，置入ProgriseKey於腰帶後按下啟動按鈕，會給予該生物種的雷達模組部分能力並變身成襲擊者（Raider）。
變身音效為「Raid Rise! ◆◆! 」，必殺技啟動音效為「▲▲!  Bolide!」。
- 亞巴頓昇華器

原文： / Abaddoriser

#### 其他
- 突擊握把

原文： / Assault Grip
方舟復活的同時製作的Assault Wolf ProgriseKey的部分零件假面騎士ZERO-ONE、假面騎士Vulcan和假面騎士Vulcan 孤獨野狼用於變身成進化形態的道具。
本來假面騎士ZERO-ONE及假面騎士Vulcan得輪流使用來變身成各自的進化形態，但在第18話時衛星ZE:A再製作出另一枚突擊握把後得以解決。
於外傳《ZERO-ONE Others 假面騎士Vulcan&Valkyrie》在經由亡的技術再度加以改良，而為了請假回去修復在與假面騎士ZAIA交戰而受傷的滅向隊長刃唯阿表示將該握把作為證明，而後由不破諫借去使用變身成假面騎士Vulcan 孤獨野狼。
在插入Assault Wolf、Shining Hopper ProgriseKey或Dire Wolf ZetsumeriseKey的邊上後，啓動按鈕變為握把上的紅色按鈕。
認證音效變為「Over rize!」（日文：「！」）。變身狀態下按下紅色按鈕為必殺技啓動，音效為「Assault Charge!」（日文：「！」）。
- 狂暴機槍ProgriseKey

原文： / Rampage Gatling ProgriseKey
由天津垓使用Thousand Jacker抽取過的10種生物資料全部傳輸到方舟後製造的ProgriseKey，假面騎士Vulcan變身成進化形態的道具。
認證音效為「All Rise!」（日文：「！」）。
使用射擊昇華器變身音效為「Full Shot Rise! Gathering Round! Rampage Gatling! Mammoth! Cheetah! Hornet! Tiger! Polarbear! Scorpion! Shark! Kong! Falcon! Wolf!」。
新增依照彈鼓旋轉次數的必殺技，必殺技啓動音效為「（Power / Speed / Element / All）Rampage! 」；腰帶上發動必殺技的音效為「Rampage （Power / Speed / Element / All） Blast! Fever!」；持槍時發動必殺技的音效為「Rampage （Power / Speed / Element / All） Blast!」。
Power的能力為金剛猩猩、猛瑪象、鯊魚；Speed的能力為獵隼、獵豹、黃蜂；Element的能力為老虎、北極熊、蠍子。

### 武器
- Attache Calibur

原文： / Attache Calibur
假面騎士ZERO-ONE所使用的大劍型可變形武器，可從公事包模式變形成大劍模式，啓動音效為「Attache Calibur!」，二次啓動音效為「Attache case opens to release the sharpest of blade.」，展開的音效為「Blade rise!（！）」。
大劍模式下將劍刃收回進入蓄力狀態的音效為「Charge rise!（！）」，再度展開後音效為「Full Charge!（！）」，此狀態下按下板機後發動必殺技為「Kaban Stlassh!（！）」。
插入ProgriseKey後的音效為「Progrise key confirmed. Ready to utilize.」「★★!」。
大劍模式下插入ProgriseKey後按下板機發動的必殺技音效為「▲▲! Kaban Stlassh!（！）」。
Full Charge!的狀態下插入ProgriseKey後按下板機的必殺技音效為「▲▲! Kaban Dynamic!（！）」。
- Attache Shotgun

原文： / Attache Shotgun
假面騎士Vulcan和假面騎士Valkyrie、假面騎士迅、假面騎士雷所共用的霰彈槍型可變形武器，可從公事包模式變形成霰彈槍模式，啓動音效為「Attache Shotgun!」，二次啓動音效為「Attache case opens to release the incredibly powerful shotgun.」，展開的音效為「Shotgun rise!（！）」。
霰彈槍模式下可將子彈調節成擴散型的或單發貫通型的。
霰彈槍模式下將槍身收回進入蓄力狀態的音效為「Charge rise!（！）」，再度展開後音效為「Full Charge!（！）」，此狀態下按下板機後發動必殺技為「Kaban Shot!（！）」。
插入ProgriseKey後的音效為「Progrise key confirmed. Ready to utilize.」「★★!」。
霰彈槍模式下插入ProgriseKey後按下板機發動的必殺技音效為「▲▲! Kaban Shot!（！）」。
Full Charge!的狀態下插入ProgriseKey後按下板機的必殺技音效為「▲▲! Kaban Buster!（！）」。
- Attache Arrow

原文： / Attache Arrow
假面騎士迅和假面騎士滅所共用的弓箭型可變形武器，可從公事包模式變形成弓箭模式，啓動音效為「Attache Arrow!」，二次啓動音效為「Attache case opens to release the never-missing bow and arrow.」，展開的音效為「Arrow rise!（！）」。
弓箭模式下有兩種攻擊方式前端用於射擊的箭頭，與兩側裝有可用於攻擊的刀刃。
弓箭模式下將弓身收回進入蓄力狀態的音效為「Charge rise!（！）」，再度展開後音效為「Full Charge!（！）」，此狀態下拉動拉桿後發動必殺技為「Kaban Shoot!（！）」，此狀態按下板機後發動必殺技為「Kaban slash!（！）」。
插入ProgriseKey後的音效為「Progrise key confirmed. Ready to utilize.」「★★!」。
弓箭模式下插入ProgriseKey後拉動拉桿發動的必殺技音效為「▲▲! Kaban Shoot!（！）」。
Full Charge!的狀態下插入ProgriseKey後拉動拉桿的必殺技音效為「▲▲! Kaban strike!（！）」。
弓箭模式下插入ProgriseKey後按下板機發動的必殺技音效為「▲▲! Kaban slash!（！）」。
Full Charge!的狀態下插入ProgriseKey後按下板機的必殺技音效為「▲▲! Kaban finish!（！）」。
- Authorise Buster

原文： / Authorise Buster
假面騎士ZERO-ONE與假面騎士Vulcan所共用的可變型武器，能變形斧和槍兩種模式，啓動音效為「Authorise Buster!」。
展開斧模式的音效為「Axe rise!（！）」；展開槍模式的音效則為「Gun rise!（！）」。
插入ProgriseKey後的音效為「Progrise key confirmed. Ready for buster.」。
感應ProgriseKey後的音效為「Buster Authorise!」。
感應飛電ZERO-ONE驅動器後的音效為「Zero-One Authorise!」。
斧模式
插入ProgriseKey後按下板機發動的必殺技音效為「Buster Bomber!（！）」。
感應ProgriseKey後按下板機發動的必殺技音效為「Progrise Bomber!（！）」。
插入ProgriseKey並感應ProgriseKey後按下板機發動的必殺技音效為「Progrise Buster Bomber!（！）」。
感應飛電ZERO-ONE驅動器後按下板機發動的必殺技音效為「Zero-One Bomber!（！）」。
插入ProgriseKey並感應飛電ZERO-ONE驅動器後按下板機發動的必殺技音效為「Zero-One Buster Bomber!（！）」。
槍模式
插入ProgriseKey後按下板機發動的必殺技音效為「Buster Dust!（！）」。
感應ProgriseKey後按下板機發動的必殺技音效為「Progrise Dust!（！）」。
插入ProgriseKey並感應ProgriseKey後按下板機發動的必殺技音效為「Progrise Buster Dust!（！）」。
感應飛電ZERO-ONE驅動器後按下板機發動的必殺技音效為「Zero-One Dust!（！）」。
插入ProgriseKey並感應飛電ZERO-ONE驅動器後按下板機發動的必殺技音效為「Zero-One Buster Dust!（！）」。
- Thousand Jacker

原文： / Thousand Jacker
假面騎士Thouser、假面騎士伊甸、假面騎士路西法、假面騎士ZAIA使用的劍型武器，啟動音效為「Thousand Jacker! 」。
將劍的尖端對準奪取對象後拉開拉桿即可奪取並儲存於武器之上；音效為「Jack rise!（！）」，此狀態下按下板機後發動必殺技為「Jacking Break!（！）」。
插入ProgriseKey後的音效為「Progrise key confirmed. Ready to break.」。
插入ProgriseKey後按下板機發動的必殺技音效為「Hacking Break!（！）」。
插入ProgriseKey後拉開拉桿的音效為「Thousand rise!（！）」，此狀態下按下板機發動的必殺技音效為「Thousand Break!（！）」。
上述所有必殺技的結尾音效為「ZAIA Enterprise（ザイアエンタープライズ）」。
- Progrise Hopper Blade

原文： / Progrise Hopper Blade
假面騎士ZERO-ONE和假面騎士ZERO-TWO所使用的大劍ProgriseKey型武器，是伊絲集合所有或人曾幫助過的Humagear的Humagear ProgriseKey內的資料，並使用Rising Hopper ProgriseKey的資料作為原型製作而成，擁有能從方舟那奪回因使用Metalcluster Hopper ProgriseKey而被惡意資料侵蝕失控的假面騎士ZERO-ONE的控制權的能力，啟動音效為「Changing to lethal weapon!Progrise Hopper Blade!」。
大劍模式下連續按下5下扳機進入必殺技待機狀態，音效為「Finish Rise!（！）」，再次按下板機發動必殺技的音效為「Progrising Strash!（！）」。
刀柄尾端可插入Attache Calibur的ProgriseKey插槽連結做為雙刃劍使用，音效為「Docking Rise!（！）」，按下板機發動必殺技的音效為「Gigant Strash!（！）」。
在大劍 / 雙刃劍模式下，感應Metalcluster Hopper ProgriseKey的感應區進入必殺技待機狀態，音效為「（Final / Ultimate）Rise!（！）」，按下板機發動必殺技的音效為「（Final / Ultimate）Strash!（！）」。
此外，擁有能將失控的Humagear復原其機能的能力。

### 道具
- 飛電昇華手機

原文： / Hiden Rise Phone
飛電Intelligence所製造的手機，而假面騎士ZERO-ONE所使用的是社長專用的黑色版本。
- 程式昇華收納器

原文： / Progrise Holder
用來收納ProgriseKey的器具，被安裝在該作所有的假面騎士的腰帶上兩側。
- 程式昇華之鑰連接器

原文： / ProgriseKey Connector
用來收納ProgriseKey的小型長條直立式架子，最多可收納四個。

### 載具
- 機車

| 名稱                | 簡介 | 外觀               | 備註 |
| Risehopper 飛躍蝗蟲 | 原文： 初次登場話數：第2話 全長：253cm 乾燥重量：148.6kg 馬力：145.2ps（106.8kw） 最高時速：291km/h 乘坐人數：1人 | 全身以黑、黃色為主 | 假面騎士ZERO-ONE的專用機車，藉由「飛電Rise Phone」向飛電ZERO-ONE驅動器進行授權，並透過衛星傑亞投射至地面；機車的回收由飛電宇宙開發中心的員工送回去衛星傑亞上。 |

### ProgriseKey
ProgriseKey一覽
| 英文名稱                               | 日文名稱                                     | 中文名稱                      | 能力                                                                            | 備註 |
| -------------------------------------- | -------------------------------------------- | ----------------------------- | ------------------------------------------------------------------------------- | --- |
| Rising Hopper                          | ライジングホッパー                           | 躍昇蝗蟲                      | “Jump”（跳躍） 變身或轉換形態成躍昇蝗蟲。                                       | 存放蝗蟲型像資料的Key型道具。 啓動音效為「Jump」（日文：「ジャンプ」） 二次啓動音效為「Grasshopper's ability!」 完整變身音效為「Tobi aga Rise! Rising Hopper! A Jump to the sky turns to a rider kick.」 （日文：「トビ・アガ・ライズ！ライジングホッパー！」） |
| Flying Falcon                          | フライングファルコン                         | 飛翔獵隼                      | “Wing”（飛翼） 變身或轉換形態成飛翔獵隼。                                       | 存放獵隼型像資料的Key型道具。 啓動音效為「Wing」（日文：「ウイング」） 二次啓動音效為「Falcon's ability!」 完整變身音效為「Fly to the sky! Flying Falcon! Spread your wings and prepare for a force.」 （日文：「フライ・トゥ・ザ・スカイ！フライングファルコン！」） |
| Shooting Wolf                          | シューティングウルフ                         | 射擊野狼                      | “Bullet”（子彈） 變身或轉換形態成射擊野狼。                                     | 存放狼型像資料的Key型道具。 啓動音效為「Bullet」（日文：「バレット」） 二次啓動音效為「Werewolf's ability!」 完整變身音效為「Uchimakumakuri Suti! Shooting Wolf! The elevation increases as the bullet is fired.」 （日文：「撃ちまくまくりスティ！シューティングウルフ！」） |
| Rushing Cheetah                        | ラッシングチーター                           | 疾馳獵豹                      | “Dash”（衝刺） 變身或轉換形態成疾馳獵豹。                                       | 存放獵豹型像資料的Key型道具。 啓動音效為「Dash」（日文：「ダッシュ」） 二次啓動音效為「Cheetah's ability!」 完整變身音效為「Speedy Nunder! Rushing Cheetah! Try to outrun this demon to get left in the dust.」 （日文：「スピーディーナンダー！ラッシングチーター！」） |
| Biting Shark                           | バイティングシャーク                         | 撕咬鯊魚                      | “Fang”（利牙） 變身或轉換形態成撕咬鯊魚。                                       | 存放鯊魚型像資料的Key型道具。 啓動音效為「Fang」（日文：「ファング」） 二次啓動音效為「Shark's ability!」 完整變身音效為「Kirikiribai! Kirikiribai! Biting Shark! Fangs that can chomp through concrete.」 （日文：「キリキリバイ！キリキリバイ！バイティングシャーク！」） |
| Punching Kong                          | パンチングコング                             | 拳擊金剛                      | “Power”（力量） 變身或轉換形態成拳擊金剛。                                      | 存放金剛猩猩型像資料的Key型道具。 啓動音效為「Power」（日文：「パワー」） 二次啓動音效為「Kong's ability!」 完整變身音效為「Gouwan GOGO! Punching Kong! Enough power to annihilate a mountain.」 （日文：「剛腕ゴーゴー！パンチングコング！」） |
| Flaming Tiger                          | フレイミングタイガー                         | 熾炎猛虎                      | “Fire”（烈焰） 變身或轉換形態成熾炎猛虎。                                       | 存放老虎型像資料的Key型道具。 啓動音效為「Fire」（日文：「ファイヤー」） 二次啓動音效為「Tiger's ability!」 完整變身音效為「Gigant Flare! Flaming Tiger! Exprosive power of 100 bombs.」 （日文：「ギガントフレア！フレイミングタイガー！」） |
| Lightning Hornet                       | ライトニングホーネット                       | 閃電黃蜂                      | “Thunder”（雷電） 變身或轉換形態成閃電黃蜂。                                    | 存放黃蜂型像資料的Key型道具。 啓動音效為「Thunder」（日文：「サンダー」） 二次啓動音效為「Hornet's ability!」 完整變身音效為「LaLaLa! Raimei! Raiden! Dengeki! Lightning Hornet! Piercing needle with incredible force.」 （日文：「ラララ！雷鳴！雷電！電擊！ライトニングホーネット！」） |
| Freezing Bear                          | フリージングベアー                           | 冷凍巨熊                      | “Blizarrd”（雪暴） 變身或轉換形態成冷凍巨熊。                                   | 存放熊型像資料的Key型道具。 啓動音效為「Blizzard」（日文：「ブリザード」） 二次啓動音效為「Polar Bear's ability!」 完整變身音效為「Attention Freeze! Freezing Bear! Fierce breath as cold as arctic wind.」 （日文：「アテンションフリーズ！フリージングベアー！」） |
| Breaking Mammoth                       | ブレイキングマンモス                         | 破壞猛獁象                    | “Press”（壓碎） 可巨大化武裝形態成破壞猛瑪象，或作緊急救援及逃生之用。          | 存放猛獁象型像資料的Key型道具。 啓動音效為「Press」（日文：「プレス」） 二次啓動音效為「Mammoth's ability!」 完整變身音效為「Giant waking! Breaking Mammoth! Larger than life to crush like a machine.」 （日文：「ジャイアントウェイキング！ブレイキングマンモス！」） |
| Sting Scropion                         | スティングスコーピオン                       | 刺針毒蠍                      | “Poison”（劇毒） 變身或轉換形態成刺針毒蠍。                                     | 存放蠍子型像資料的Key型道具。 啓動音效為「Poison」（日文：「ポイズン」） 二次啓動音效為「Scorpion's ability!」 完整變身音效為「Dangerous Warning!Sting Scorpion! Stung with fear by the power claws.」 （日文：「デンジャラス・ワーニング！スティングスコーピオン！」） |
| Sparking Giraffe                       | スパーキングジラフ                           | 火花長頸鹿                    | “Electric”（發電） 變身或轉換形態成火花長頸鹿。                                 | 存放長頸鹿型像資料的Key型道具。 啓動音效為「Electric」（日文：「エレクトリック」） 二次啓動音效為「Giraffe's ability!」 完整變身音效為「Muscle Voltage!Sparking Giraffe! Bursting sparks fly at full force.」 （日文：「マッスルボルテージ！スパーキングジラフ！」） |
| Amazing Hercules                       | アメイジングヘラクレス                       | 驚異力士                      | “Strong”（強壯） 變身或轉換形態成驚異力士。                                     | 存放赫克力士長戟大兜蟲型像資料的Key型道具。 啓動音效為「Strong」（日文：「ストロング」） 二次啓動音效為「Hercules beetle's ability!」 完整變身音效為「Arai! Tsuyoi! Katai! Amazing Hercules! With mighty horn like pincer than flip the opponent helpless.」 （日文：「荒い！強い！硬い！アメイジングヘラクレス！」） |
| Gatling Hedgehog                       | ガトリングヘッジホッグ                       | 機槍刺蝟                      | “Revolver”（左輪） 變身或轉換形態成機槍刺蝟。                                   | 存放刺蝟型像資料的Key型道具。 啓動音效為「Revolver」（日文：「リボルバー」） 二次啓動音效為「Hedgehog's ability!」 完整變身音效為「Unstoppable rapid shots!Gatling Hedgehog! Infinite spines shoot towards the enemy.」 （日文：「アンストッパブルラピッドショット！ガトリングヘッジホッグ！」） |
| Crushing Buffalo                       | クラッシングバッファロー                     | 粉碎野牛                      | “Blow”（重擊） 變身或轉換形態成粉碎野牛，或變身成粉碎野牛襲擊者。               | 存放野牛型像資料的Key型道具。 啓動音效為「Blow」（日文：「ブロウ」） 二次啓動音效為「Buffalo's ability!」 完整變身音效為「Powerful rush!Crushing Buffalo! This charge attack will send you flying.」 （日文：「パワフルラッシュ！クラッシングバッファロー！」） |
| Exciting Stag                          | エキサイティングスタッグ                     | 激動鍬形蟲                    | “Scissors”（利剪） 變身或轉換形態成激動鍬形蟲。                                 | 存放鍬形蟲型像資料的Key型道具。 啓動音效為「Scissors」（日文：「シザーズ」） 二次啓動音效為「Stag beetle's ability!」 完整變身音效為「Sharpness twin blades! Exciting Stag! Razor sharp blades will cross paths.」 （日文：「シャープネスツインブレード！エキサイティングスタッグ！」） |
| Trapping Spider                        | トラッピングスパイダー                       | 誘捕蜘蛛                      | “Territory”（領域） 變身或轉換形態成誘捕蜘蛛。                                  | 存放蜘蛛型像資料的Key型道具。 啓動音效為「Territory」（日文：「テリトリー」） 二次啓動音效為「Spider's ability!」 完整變身音效為「Impossible to escape! Trapping Spider! No one can escape its web.」 （日文：「インポッシブル・トゥ・エスケープ！トラッピングスパイダー！」） |
| Storming Penguin                       | ストーミングペンギン                         | 風暴企鵝                      | “Hurricane”（颶風） 變身或轉換形態成風暴企鵝，或變身成風暴企鵝襲擊者。          | 存放企鵝型像資料的Key型道具。 啓動音效為「Hurricane」（日文：「ハリケーン」） 二次啓動音效為「Penguin's ability!」 完整變身音效為「Spining cyclone! Storming Penguin! The winds are at his command.」 （日文：「スピニングサイクロン！ストーミングペンギン！」） |
| Splashing Whale                        | スプラッシングホエール                       | 噴水鯨魚                      | “Wave”（波浪） 變身或轉換形態成噴水鯨魚，或變身成噴水鯨魚襲擊者。               | 存放鯨魚型像資料的Key型道具。 啓動音效為「Wave」（日文：「ウェーブ」） 二次啓動音效為「Whale's ability!」 完整變身音效為「King of the sea! Splashing Whale! An aqua current that encompasses everything around it.」 （日文：「キング・オブ・ザ・シー！スプラッシングホエール！」） |
| Dynamiting Lion                        | ダイナマイティングライオン                   | 爆破獅子                      | “Burst”（爆發） 變身或轉換形態成爆破獅子，或變身成爆破獅子襲擊者。              | 存放獅子型像資料的Key型道具。 啓動音效為「Burst」（日文：「バースト」） 二次啟動音效為「Lion's ability!」 完整變身音效為「Fierce bombing animal! Dynamiting Lion! A beautiful explosive force like fireworks.」 （日文：「フィアース・ボンビング・アニマル！ダイナマイティングライオン！」） |
| Scouting Panda                         | スカウティングパンダ                         | 偵查熊貓                      | “Search”（搜索） 變身或轉換形態成偵查熊貓，或變身成偵查熊貓襲擊者。             | 存放熊貓型像資料的Key型道具。 啓動音效為「Search」（日文：「サーチ」） 二次啟動音效為「Panda's ability!」 完整變身音效為「Weakness Analyzer! Scouting Panda! There is nothing unknown to his eyes.」 （日文：「ウィークネス・アナライザー！スカウティングパンダ！」） |
| Fighting Jackal                        | ファイティングジャッカル                     | 戰鬥胡狼                      | “Hunt”（狩獵） 變身或轉換形態成戰鬥胡狼，或變身成戰鬥胡狼襲擊者。               | 存放胡狼型像資料的Key型道具。 啓動音效為「Hunt」（日文：「ハント」） 二次啟動音效為「Jackal's ability!」 完整變身音效為「Critical finishing swing! Fighting Jackal! Deciding the fate of a battle like a Valkyrie.」 （日文：「クリティカル・フィニッシング・スウィング！ファイティングジャッカル！」） |
| Hopping Kangaroo                       | ホッピングカンガルー                         | 跳躍袋鼠                      | “Pocket”（口袋） 變身或轉換形態成跳躍袋鼠。                                     | 存放袋鼠型像資料的Key型道具。 啓動音效為「Pocket」（日文：「ポケット」） 二次啓動音效為「Kangaroo's ability!」 完整變身音效為「The fourth dimension of space!Hopping Kangaroo! It's pouch contains infinite possibilities.」 （日文：「ザ・フォース・ディメンション・オブ・スペース！ホッピングカンガルー！」） 由傑亞衛星讀取福添准的旅遊雜誌上的袋鼠Q版圖案製作而成的。 |
| Shining Hopper                         | シャイニングホッパー                         | 閃耀蝗蟲                      | “Shining Jump”（閃耀跳躍） 變身或轉換形態成閃耀蝗蟲。                           | 存放蝗蟲型像資料的Key型道具。 啓動音效為「Shining Jump」（日文：「シャイニングジャンプ」） 二次啓動音效為「Shining Hopper's ability!」 完整變身音效為「The rider kick increases the power by adding to brightness!Shining Hopper! When I shine, darkness fades.」 另外搭配突擊野狼的突擊握把配件可合成閃耀突擊蝗蟲。 啓動音效為「Hyper Jump」（日文：「ハイパージャンプ」） 二次啓動音效為「Shining Assault Hopper's ability!」 完整變身音效為「Warning, warning. This is not a test! Hybrid rise! Shining Assault Hopper! No chance of surviving the shot.」                        |
| Assault Wolf                           | アサルトウルフ                               | 突擊野狼                      | “Assault Bullet”（突擊子彈） 變身或轉換形態成突擊野狼。                         | 存放狼型像資料的Key型道具。 啓動音效為「Assault Bullet」（日文：「アサルトバレット」） 二次啓動音效為「Assault Wolf's ability!」 完整變身音效為「There is nothing stronger! Big shot ready fire! Ready Go! Assault Wolf! No chance of surviving.」 |
| Amazing Caucasus                       | アメイジングコーカサス                       | 驚異高加索                    | “Breakhorn”（破壞之角） 變身或轉換形態成驚異高加索，或變身成假面騎士Thouser。   | 存放高加索大兜蟲型像資料的Key型道具。 同時也是假面騎士Thouser的變身道具。 啓動音效為「Breakhorn」（日文：「」），啓動後會自動展開。 二次啓動音效為「Amazinghorn!」；三次啓動音效為「Thouserhorn!」 完整變身音效為「When The Five Horns Cross, The Golden Soldier Is Born. Presented by ZAIA.」 必殺技前半音效為「Thousand」；插入武裝的音效為「Caucasus's ability!」 |
| Metalcluster Hopper                    | メタルクラスタホッパー                       | 金屬簇蝗蟲                    | “Everybody Jump”（一起跳躍） 變身或轉換形態成金屬簇蝗蟲。                       | 存放蝗蟲型像資料的Key型道具。 啓動音效為「Everybody Jump」（日文：「」） 二次啓動音效為「Hiden Metal's ability!」；三次啓動音效為「Metal Hopper's ability! 」 待機音效為「Let's Rise! Le! Le! Let's Rise!」 （日文：「」） 完整變身音效為「Metal Rise!Secret Material!Hiden Metal!Metal Cluster Hopper! It's High Quality.」 （日文：「」） 由ZAIA企業利用飛電金屬打造出來，變身後會強制執行中斷程序而無法讀取其他的ProgriseKey。 |
| Rampage Gatling                        | ランペイジガトリング                         | 狂暴機槍                      | “Rampage Bullet”（狂暴子彈） 變身或轉換形態成狂暴Vulcan。                       | 存放以狼為主的10種生物型像資料的Key型道具。 啓動音效為「Rampage Bullet」（日文：「」） 二次啓動音效為「Gathering ability!」；三次啓動音效為「Powerrise ability!」；四次啓動音效為「Speedrise ability!」；五次啓動音效為「Elementrise ability!」；六次啓動音效為「Allrise ability!」 完整變身音效為「Gathering Round! Rampage Gatling! The power of these progrisekeys gather for great power.」 （日文：「」） |
| Burning Falcon                         | バーニングファルコン                         | 燃燒獵隼                      | “Inferno Wing”（煉獄之翼） 變身或轉換形態成燃燒獵隼。                           | 存放獵隼型像資料的Key型道具。 啟動音效為「Inferno Wing」（日文：「」） 二次啟動音效為「Burning Falcon's ability!」 認證音效為「Burn Rise!」 完整變身音效為「Revive like Phoenix! Burning Falcon! The strongest wings bearing the fire of hell.」 （日文：「」） |
| Invading Horseshoe Crab                | インベイディングホースシュークラブ           | 侵略鱟                        | “Hard”（堅硬） 變身或轉換形態成侵略鱟，或變身成侵略鱟襲擊者（通稱決鬥襲擊者）。 | 存放鱟型像資料的Key型道具。 啟動音效為「Hard」（日文：「」） 二次啟動音效為「Horseshoe Crab's ability!」 完整變身音效為「The stern military soldier! Invading Horseshoe Crab! Heavily produced battle armor equipped with extra battle specifications.」 （日文：「」） 由ZAIA企業以量產形式製造。 |
| Kamen Rider ZERO-TWO                   | 仮面ライダーゼロツー                         | 假面騎士ZERO-TWO              | “ZERO-TWO Jump”（ZERO-TWO跳躍） 變身成假面騎士ZERO-TWO。                        | 存放蝗蟲型像資料的新型Key型道具。 啓動音效為「ZERO-TWO Jump」（日文：「ゼロツージャンプ」），啓動後會自動展開。 二次啓動音效為「ZERO-TWO's ability!」；三次啓動音效為「Hiden Intelligence ability!」；四次啓動音效為「ZE:A's ability!」 完整變身音效為「Road to Glory has to Lead to Growin'path to change one to two! Kamen Rider ZERO-TWO! It's never over.」 由伊絲的中樞記憶體轉化而成。 於《劇場版 假面騎士ZERO-ONE REAL×TIME》中該ProgriseKey在飛電或人跟艾斯第一次的戰鬥中，被艾斯奪走將該ProgriseKey的數據裝填進Thousand Jacker吸收用來製造出地獄躍昇(Hellrise)ProgriseKey。 |
| ARK-ONE                                | アークワン                                   | ARK-ONE                       | “ARK-ONE” 變身成假面騎士ARK-ONE。                                               | 存放歷史上人類的惡意和達到技術奇點的Humagear資料的Key型道具。 啓動音效為「ARK-ONE」（日文：「アークワン」），啓動後會自動展開。 二次啓動音效為「Malice Learning ability!」 完整變身音效為「Hakai Hametsu Zetsubo MetsuboSeyo Conclusion One」 （日文：「」） |
| ARK Scorpion                           | アークスコーピオン                           | 方舟毒蠍                      | “ARK Scorpion” 變身或轉換形態成方舟毒蠍。                                       | 存放蠍子型像資料和惡意的新型Key型道具。 啟動音效為「ARK Scorpion」（日文：「アークスコーピオン」），啟動後會自動展開。 二次啓動音效為「ARK Scorpion's ability!」 完整變身音效為「Destruction Ruin Despair Extinction! ARK Scorpion! The conclusion after evil climbs the top of the highest mountain of rock.」 （日文：「デストラクション・ルイン・ディスピアー・エクスティンクション！アークスコーピオン！」） |
| Rising Hopper（ZERO-ONE Realize Ver.） | ライジングホッパー（ゼロワンリアライズver.） | 躍昇蝗蟲（ZERO-ONE 實現ver.） | “Jump” 變身或轉換形態成實現蝗蟲。                                               | 存放蝗蟲型像資料的Key型道具。 啓動音效為「Jump」（日文：「ジャンプ」） 二次啓動音效為「Grasshopper's ability!」 完整變身音效為「Initialize! Realizing Hopper! A riderkick to the sky turns to take off toward a dream.」 （日文：「イニシャライズ！リアライジングホッパー！」） 由Rising Hopper ProgriseKey變化而成的。 |
| ARK-ZERO-ONE                           | アークゼロワン                               | ARK-ZERO-ONE                  | 變身成假面騎士ARK-ZERO-ONE。                                                    | 存放歷史上人類的惡意和達到技術奇點的Humagear資料的Key型道具。 啓動音效為「ARK-ZERO-ONE」（日文：「アークゼロワン」） 二次啓動音效為「ARK Rise Hopper's ability!」 完整變身音效為「Final Conclusion! Ark Rising Hopper! A Jump to the sky to gain hatred.」 （日文：「ファイナルコンクルージョン！アークライジングホッパー！」） |
| Crowding Hopper                        | クラウデングホッパー                         | 群聚蝗蟲                      | 更多 ： 劇場版 假面騎士ZERO-ONE REAL×TIME § ProgriseKey                         | 更多 ： 劇場版 假面騎士ZERO-ONE REAL×TIME § ProgriseKey |
| Hellise                                | ヘルライス                                   | 地獄躍昇                      | 更多 ： 劇場版 假面騎士ZERO-ONE REAL×TIME § ProgriseKey                         | 更多 ： 劇場版 假面騎士ZERO-ONE REAL×TIME § ProgriseKey |
| Thousand Ark                           | サウザンドアーク                             | 千之方舟                      | 更多 ： 假面騎士Genms § Smart Brain 與 1000%的Crisis#ProgriseKey                | 更多 ： 假面騎士Genms § Smart Brain 與 1000%的Crisis#ProgriseKey |
| KAMENRIDER ZERO-THREE                  | 仮面ライダーゼロスリー                       | 假面騎士ZERO-THREE            | 更多 ： 假面騎士Outsiders § ProgriseKey                                         | 更多 ： 假面騎士Outsiders § ProgriseKey |
| Rising Hopper（Christmas ver.）        | ライジングホッパー（クリスマスver.）         | 躍昇蝗蟲（聖誕節ver.）        |                                                                                 | 存放蝗蟲型像資料的Key型道具。 啓動音效為「Merry Christmas」（日文：「メリークリスマス」） 二次啓動音效為「Santa claus ability!」 完整變身音效為「Happy Christmas!Rising Hopper! May your Christmas wishes come true.」 |
| Rising Hopper（Yellow Aurora ver.）    | ライジングホッパー（イエローオーロラver.）   | 躍昇蝗蟲（黃色極光ver.）      |                                                                                 | 存放蝗蟲型像資料的Key型道具。 啓動音效為「Lucky」（日文：「ラッキー」） 二次啓動音效為「Super lucky ability!」 完整變身音效為「Kibun aga Rise!Rising Hopper! Congratulations on winning, you are so lucky.」 （日文：「気分上がライズ！ライジングホッパー！」） |
| Rising Hopper（Theme music ver.）      | ライジングホッパー（主題歌ver.）             | 躍昇蝗蟲（主題曲ver.）        |                                                                                 | 存放蝗蟲型像資料的Key型道具。 啓動音效為「Jump」（日文：「ジャンプ」） 二次啓動音效為「REAL×EYEZ ability!」 完整變身音效為「Tobi aga Rise! Rising Hopper! A Jump to the sky turns to a rider kick.」 （日文：「飛び上がライズ！ライジングホッパー！」） |

傳說騎士 ProgriseKey一覽
| 英文名稱              | 日文名稱                       | 中文名稱        | 備註 |
| --------------------- | ------------------------------ | --------------- | --- |
| Ridertiming ZI-O      | ライダータイミングジオウ       | 騎士時間ZI-O    | 存放假面騎士ZI-O型像資料的Key型道具。 啓動音效為「King」（日文：「キング」） 二次啓動音效為「ZI-O's ability!」 完整變身音效為「Legend Celebrate!Ridertiming ZI-O! An honorable and kind demon king.」 （日文：「レジェンド・セレブレイト！ライダータイミングジオウ！」）                                                 |
| Bestmatching Build    | ベストマッチングビルド         | 最佳配對Build   | 存放假面騎士Build型像資料的Key型道具。 啓動音效為「Genius」（日文：「ジーニアス」） 二次啓動音效為「Build's ability!」 完整變身音效為「Fullbottle shake shake!Bestmatching Build! A genius physicist whose mind surpasses all.」 （日文：「フルボトル・シェイク・シェイク！ベストマッチングビルド！」）                  |
| Levelupping EX-AID    | レベルアッピングエグゼイド     | 等級上升EX-AID  | 存放假面騎士EX-AID型像資料的Key型道具。 啓動音效為「Game」（日文：「ゲーム」） 二次啓動音效為「EX-AID's ability!」 完整變身音效為「Gashat!Gachon!Gachan!Levelupping EX-AID! Saving patients on the first try.」 （日文：「ガシャット！ガチョン！ガチャーン！レベルアッピングエグゼイド！」）                             |
| Gogogogoing Ghost     | ゴゴゴゴーイングゴースト       | 上吧上吧Ghost   | 存放假面騎士Ghost型像資料的Key型道具。 啓動音效為「Invisible」（日文：「インビジブル」） 二次啓動音效為「Ghost's ability!」 完整變身音效為「Eyecon Kaigan!Gogogogoing Ghost! Fight with the power of heroic souls.」 （日文：「アイコンカイガン！ゴゴゴゴーイングゴースト！」）                                          |
| Tire Changing Drive   | タイヤチェンジングドライブ     | 輪胎互換Drive   | 存放假面騎士Drive型像資料的Key型道具。 啓動音效為「FullThrottle」（日文：「フルスロットル」） 二次啓動音效為「Drive's ability!」 完整變身音效為「Start Your Engine!Tire Changing Drive! Solving everything in top gear.」 （日文：「スタート・ユア・エンジン！タイヤチェンジングドライブ！」）                           |
| On Staging Gaim       | オンステージング鎧武           | 站上舞台鎧武    | 存放假面騎士鎧武型像資料的Key型道具。 啓動音效為「Juicy」（日文：「ジューシー」） 二次啓動音效為「Gaim's ability!」 完整變身音效為「Fruits Warrior!On Staging Gaim! Sengoku warriors who dance magnificently.」 （日文：「」）                                                                                           |
| Magic Showing Wizard  | マジックショーイングウィザード | 魔術表演Wizard  | 存放假面騎士Wizard型像資料的Key型道具。 啓動音效為「Magic」（日文：「マジック」） 二次啓動音效為「Wizard's ability!」 完整變身音效為「Shabadobie !Henshin!Magic Showing Wizard! A great magic called the final hope.」 （日文：「シャバドゥビタッチ！ヘンシン！マジックショーイングウィザード！」）                      |
| Spacecoming Fourze    | スペースカミングフォーゼ       | 宇宙來臨Fourze  | 存放假面騎士Fourze型像資料的Key型道具。 啓動音效為「Cosmic」（日文：「コズミック」） 二次啓動音效為「Fourze's ability!」 完整變身音效為「Three!Two!One!Switch On!Spacecoming Fourze! Friendship so powerful it shines into space.」 （日文：「スリー！ツー！ワン！スイッチオン！スペースカミングフォーゼ！」）           |
| Tatobasinging OOO     | タトバシンギングオーズ         | 鷹虎蝗歌唱OOO   | 存放假面騎士OOO型像資料的Key型道具。 啓動音效為「Animal」（日文：「アニマル」） 二次啓動音效為「OOO's ability!」 完整變身音效為「Hawk!Tiger!Hopper!Tatobasinging OOO! The king who controls desire.」 （日文：「ホーク！タイガー！ホッパー！タトバシンギングオーズ！」）                                                 |
| Crime Counting Double | クライムカウンティングダブル   | 罪惡細數W       | 存放假面騎士W型像資料的Key型道具。 啓動音效為「Memory」（日文：「メモリー」） 二次啓動音效為「Double's ability!」 完整變身音效為「Cyclone!Joker!Crime Counting Double! Two minds, one great detective.」 （日文：「サイクロン！ジョーカー！クライムカウンティングダブル！」）                                            |
| Halfboiling Joker     | ハーフボイリングジョーカー     | 半吊子硬漢Joker | 存放假面騎士Joker型像資料的Key型道具。 啓動音效為「Last Memory」（日文：「ラストメモリー」） 二次啓動音效為「Joker's ability!」 完整變身音效為「Detective in Futo! Halfboiling Joker! Futo entrusts itself to one detective.」 （日文：「ディテクティブ・イン・風都！ハーフボイリングジョーカー！」）                    |
| Kamenriding DECADE    | カメンライディングディケイド   | 假面駕馭DECADE  | 存放假面騎士DECADE型像資料的Key型道具。 啓動音效為「Destroy」（日文：「デストロイ」） 二次啓動音效為「Decade's ability!」 完整變身音效為「Di!Di!Di!Decade!delete!The world!Kamenriding DECADE! Destoryer of worlds.」 （日文：「ディ！ディ！ディ！ディケイド！デリート！ザ・ワールド！カメンライディングディケイド！」） |
| Wakeupping Kiva       | ウェイクアッピングキバ         | 暗夜覺醒KIVA    | 存放假面騎士KIVA型像資料的Key型道具。 啓動音效為「Vampire」（日文：「ヴァンパイア」） 二次啓動音效為「Kiva's ability!」 完整變身音效為「Broken chain!Wakeupping Kiva! A genius violinist who stays in solitude.」 （日文：「ブロッケン・チェーン！ウェイクアッピングキバ！」）                                           |
| Ore Visiting Den-O    | オレヴィジッティング電王       | 老子來臨電王    | 存放假面騎士電王型像資料的Key型道具。 啓動音效為「Climax」（日文：「クライマックス」） 二次啓動音效為「Den-O's ability!」 完整變身音效為「My special move part2!Ore Visiting Den-O! Riding on a train that transcends space and time.」 （日文：「マイ・スペシャル・ムーブ・パート・ツー！オレヴィジッティング電王！」） |
| Clockupping Kabuto    | クロックアッピングカブト       | 流速變動Kabuto  | 存放假面騎士Kabuto型像資料的Key型道具。 啓動音效為「Speed」（日文：「スピード」） 二次啓動音效為「Kabuto's ability!」 完整變身音效為「Change Beetle!Clockupping Kabuto! He who can bron a god and governs all.」 （日文：「チェンジ・ビートル！クロックアッピングカブト！」）                                            |
| Drumming Hibiki       | ドラミング響鬼                 | 奏擊太鼓響鬼    | 存放假面騎士響鬼型像資料的Key型道具。 啓動音效為「Beat」（日文：「ビート」） 二次啓動音效為「Hibiki's ability!」 完整變身音效為「Fight with sound!Drumming Hibiki! A demon warrior that always training.」 （日文：「ファイト・ウィズ・サウンド！ドラミング響鬼！」）                                                    |
| Turnupping Blade      | ターンアッピングブレイド       | 翻轉牌面Blade   | 存放假面騎士Blade型像資料的Key型道具。 啓動音效為「Joker」（日文：「ジョーカー」） 二次啓動音效為「Blade's ability!」 完整變身音效為「The destiny card!Turnupping Blade! Fighting against fate with swords and cards.」 （日文：「ザ・デスティニー・カード！ターンアッピングブレイド！」）                               |
| Exceedcharging Faiz   | エクシードチャージングファイズ | 超越充電Faiz    | 存放假面騎士Faiz型像資料的Key型道具。 啓動音效為「Complete」（日文：「コンプリート」） 二次啓動音效為「Faiz's ability!」 完整變身音效為「Standing by complete!Exceedcharging Faiz! A shining red photon stream.」 （日文：「スタンディング・バイ・コンプリート！エクシードチャージングファイズ！」）                     |
| Finalventing Ryuki    | ファイナルベンティング龍騎     | 最終發動龍騎    | 存放假面騎士龍騎型像資料的Key型道具。 啓動音效為「Mirror」（日文：「ミラー」） 二次啓動音效為「Ryuki's ability!」 完整變身音效為「Thirteen dragon knights!Finalventing Ryuki! One who can't survive without fighting.」 （日文：「サーティーン・ドラゴン・ナイツ！ファイナルベンティング龍騎！」）                       |
| Tripleflashing        | トリプルフラッシングアギト     | 三重閃光鄂鬥    | 存放假面騎士Agito型像資料的Key型道具。 啓動音效為「Evolution」（日文：「エボリューション」） 二次啓動音效為「's ability!」 完整變身音效為「Awaking The Soul! TripleFlashing Agito! A warrior fighting for the human race.」 （日文：「アウェイキング・ザ・ソウル！トリプルフラッシングアギト！」）                       |
| Thumbsupping Kuuga    | サムズアッピングクウガ         | 豎起拇指空我    | 存放假面騎士空我型像資料的Key型道具。 啓動音效為「Mighty」（日文：「マイティ」） 二次啓動音效為「Kuuga's ability!」 完整變身音效為「Two thousand skills!Thumbsupping Kuuga! A new hero.A new legend.」 （日文：「ツー・サウザンド・スキル！サムズアッピングクウガ！」）                                                  |

### Humagear ProgriseKey
Humagear ProgriseKey一覽 
| 英文名稱                          | 日文名稱                                       | 中文名稱               | 備註 |
| --------------------------------- | ---------------------------------------------- | ---------------------- | --- |
| Security Guard：Mamoru            | セキュリティガード：マモル                     | 保安：守               | 存放保安型Humagear「守」個人數據資料的Key型道具。 完整轉身音效為「I keep the security of the company. Security Guard：Mamoru.」                                 |
| Sushi Chef：Ikkan Nigiro          | スシシェフ：イッカンニギロー                   | 壽司職人：一貫握郎     | 存放壽司職人型Humagear「一貫握郎」個人數據資料的Key型道具。 完整轉身音效為「I make sushi heartily. Sushi Chef：Ikkan Nigiro.」                                  |
| Festival Entertainer：Matsurida Z | フェスティバルエンターテイナー：マツリダゼット | 祭典表演員：祭田賽特   | 存放祭典表演員型Humagear「祭田賽特5號」個人數據資料的Key型道具。 完整轉身音效為「I heap up a festival by all energy. Festival Entertainer：Matsurida Z.」       |
| Doctor：Dr.Omigoto                | ドクター：ドクターオミゴト                     | 醫生：Dr.了不起        | 存放醫生型Humagear「Dr.了不起」個人數據資料的Key型道具。 |
| Postman：Okureru                  | ポストマン：オクレル                           | 郵差：歐庫雷爾         | 存放郵差型Humagear「歐庫雷爾」個人數據資料的Key型道具。 |
| Actor：Matsuda Enji               | アクター：マツダエンジ                         | 演員：松田英治         | 存放演員型Humagear「松田英治」個人數據資料的Key型道具。 |
| Carpenter：Saikyo Takumi Oyakata  | カーペンター：サイキョウタクミオヤカタ         | 木匠：最強匠親方       | 存放木匠型Humagear「最強匠親方」個人數據資料的Key型道具。 |
| Realtor：Sumida Smile             | リアルター：スミダスマイル                     | 房屋仲介：住田微笑     | 存放房屋仲介型Humagear「住田微笑」個人數據資料的Key型道具。 |
| Secretary：Is                     | セクレタリー：イズ                             | 秘書：伊絲             | 存放秘書型Humagear「伊絲」個人數據資料的Key型道具。 完整轉身音效為「I going toward the dream with the president. Secretary：Is.」                               |
| Astronaut：Uchuyaro Subaru        | アストロノート：ウチュウヤロウスバル           | 太空人：宇宙小子昴     | 存放太空人型Humagear「宇宙小子昴」個人數據資料的Key型道具。 完整轉身音效為「I am a younger brother to protect a satellite THERE. Astronaut：Uchuyaro Subaru.」  |
| Lawyer：Bengoshi Bingo            | ロイヤー：ベンゴシビンゴ                       | 律師：律師賓果         | 存放律師型Humagear「律師賓果」個人數據資料的Key型道具。 |
| Cartoonist：Morifude G-Pen        | カートゥーニスト：モリフデジーペン             | 漫畫家：森筆G筆        | 存放漫畫家助理型Humagear「森筆G筆」個人數據資料的Key型道具。 |
| Comedian：Fukkinhoukai Taro       | コメディアン：フッキンホウカイタロウ           | 搞笑藝人：腹筋崩壞太郎 | 存放搞笑藝人型Humagear「腹筋崩壞太郎」個人數據資料的Key型道具。 完整轉身音效為「I make people happy by laughter. Comedian：Fukkinhoukai Taro.」                 |
| Secretary：Shesta                 | セクレタリー：シェスタ                         | 秘書：謝絲塔           | 存放秘書型Humagear「謝絲塔」個人數據資料的Key型道具。 完整轉身音效為「I support a vice-president. Secretary：Shesta.」                                          |
| Fashion Model：Delmo              | ファッションモデル：デルモ                     | 時尚模特兒：特兒模     | 存放時尚模特兒型Humagear「特兒模」個人數據資料的Key型道具。 |
| Tennis Coach：Love-Chan           | テニスコーチ：ラブチャン                       | 網球教練：拉夫尚       | 存放網球教練型Humagear「拉夫尚」個人數據資料的Key型道具。 |
| Astronaut：Uchuyaro Raiden        | アストロノート：ウチュウヤロウライデン         | 太空人：宇宙小子雷電   | 存放太空人型Humagear「宇宙小子雷電」個人數據資料的Key型道具。 完整轉身音效為「I am an older brother to protect a satellite THERE. Astronaut：Uchuyaro Raiden.」 |
| Inventor: Hakasebot               | インベンター：ハカセボット                     | 發明家：博士博特       | 存放博士型Humagear「博士博特」個人數據資料的Key型道具。 |
| President: Dan Kuruto             | プレジデンツ：檀黎斗                           | 社長：檀黎斗           | 更多 ： 假面騎士Genms § Smart Brain 與 1000%的Crisis |

### ZetsumeriseKey
ZetsumeriseKey一覽
| 英文名稱       | 日文名稱               | 中文名稱   | 能力                                                     | 備註 |
| -------------- | ---------------------- | ---------- | -------------------------------------------------------- | --- |
| Berotha        | ベローサ               | 刺鱗蛉     | 變身成Berotha MAGiA。                                    | 存放滅絕種昆蟲「久慈照之刺鳞蛉（Kujiberotha Teruyukii）」型像資料的Key型道具。 變身音效為「Berotha MAGiA! A big-headed Magia wielding the scythes.」 （日文：「べローサマギア！」） |
| Kuehne         | クエネオ               | 孔耐鱷     | 變身成Kuehne MAGiA。                                     | 存放滅絕種爬蟲類「孔耐鱷（Kuehneosuchus）」型像資料的Key型道具。 變身音效為「Kuehne MAGiA! A Magia with a large collar similar to a boomerang.」 （日文：「クエネオマギア！」） |
| Ekal           | エカル                 | 強齒袋鼠   | 變身成Ekal MAGiA。                                       | 存放滅絕種哺乳類「強齒袋鼠屬（Ekaltadeta）」型像資料的Key型道具。 變身音效為「Ekal MAGiA! A Magia with sharp teeth.」 （日文：「エカルマギア！」） |
| Neohi          | ネオヒ                 | 新箭石     | 變身成Neohi MAGiA。                                      | 存放滅絕種頭足類「新希波箭石（Neohibolites）」型像資料的Key型道具。 變身音效為「Neohi MAGiA! A Magia who lets its many tendrils flutter.」 （日文：「ネオヒマギア！」） |
| Onycho         | オニコ                 | 爪蝠       | 變身成Onycho MAGiA。                                     | 存放滅絕種哺乳類「爪蝠（Onychonycteris）」型像資料的Key型道具。 變身音效為「Onycho MAGiA! A Magia who flies freely in the sky.」 （日文：「オニコマギア！」） |
| Vicarya        | ビカリア               | 卷貝       | 變身成Vicarya MAGiA。                                    | 存放滅絕種腹足類「卷貝（Vicarya）」型像資料的Key型道具。 變身音效為「Vicarya MAGiA! A Magia protected by a rock-hard shell.」 （日文：「ビカリアマギア！」） |
| Gaeru          | ガエル                 | 胃育溪蟾   | 變身成Gaeru MAGiA。                                      | 存放滅絕種蛙類「胃育溪蟾（Ibukurokomorigaeru）」型像資料的Key型道具。 變身音效為「Gaeru MAGiA! A Magia raising a child in its mouth.」 （日文：「ガエルマギア！」） |
| Mammoth        | マンモス               | 猛獁象     | 變身成Mammoth MAGiA。                                    | 存放滅絕種哺乳類「猛獁象（Mammoth）」型像資料的Key型道具。 變身音效為「Mammoth MAGiA! A Magia who brandishes its giant tusks.」 （日文：「マンモスマギア！」） |
| Dodo           | ドードー               | 渡渡鳥     | 變身成Dodo MAGiA、Dodo MAGiA 改及假面騎士雷。            | 存放滅絕種鳥類「渡渡鳥（Dodo）」型像資料的Key型道具。 變身音效為「Dodo MAGiA! A ferocious Magia with room to grow.」 （日文：「ドードーマギア！」） |
| Arsino         | アルシノ               | 重腳獸     | 變身成Arsino MAGiA。                                     | 存放滅絕種哺乳類「埃及重腳獸（Arsinoitherium）」型像資料的Key型道具。 變身音效為「Arsino MAGiA! A Magia with two powerful horns.」 （日文：「アルシノマギア！」） |
| Awaking Arsino | アウェイキングアルシノ | 覺醒重腳獸 | 變身成假面騎士Thouser。                                  | 存放滅絕種哺乳類「埃及重腳獸（Arsinoitherium）」型像資料的Key型道具。 同時也是假面騎士Thouser的變身道具。 |
| Japanese Wolf  | ジャパニーズウルフ     | 日本狼     | 變身成假面騎士亡及假面騎士雙頭犬Vulcan。                 | 存放滅絕種哺乳類「日本狼（Canis lupus hodophilax）」型像資料的Key型道具。 同時也是假面騎士亡的變身道具。 變身音效為「The roar of victory! Japanese Wolf! Awakening the instinct of a beast long lost.」 （日文：「ザ・ロアー・オブ・ビクトリー！ジャパニーズウルフ！」） 雙頭犬Vulcan的變身音效為「Unbreakable immortal! Orthros Vulcan! Awakening the instinct of two beasts long lost.」 |
| Rocking Hopper | ロッキングホッパー     | 鋼岩蝗蟲   | 更多 ： 假面騎士令和The First Generation § 本作登場道具  | 更多 ： 假面騎士令和The First Generation § 本作登場道具 |
| EDEN           | エデン                 | 伊甸       | 更多 ： 劇場版 假面騎士ZERO-ONE REAL×TIME § 本作登場道具 | 更多 ： 劇場版 假面騎士ZERO-ONE REAL×TIME § 本作登場道具 |
| Mass Brain     | マスブレイン           | 眾生智慧   | 更多 ： ZERO-ONE Others § 假面騎士滅亡迅雷               | 更多 ： ZERO-ONE Others § 假面騎士滅亡迅雷 |
| Triceratops    | トリケラトプス         | 三角龍     | 更多 ： ZERO-ONE Others § 假面騎士滅亡迅雷               | 更多 ： ZERO-ONE Others § 假面騎士滅亡迅雷 |
| Carnotaurus    | カルノタウルス         | 食肉牛龍   | 更多 ： ZERO-ONE Others § 假面騎士滅亡迅雷               | 更多 ： ZERO-ONE Others § 假面騎士滅亡迅雷 |
| Dire Wolf      | ダイアウルフ           | 恐狼       | 更多 ： ZERO-ONE Others § 假面騎士Vulcan&Valkyrie        | 更多 ： ZERO-ONE Others § 假面騎士Vulcan&Valkyrie |
| Serval Tiger   | サーベルタイガー       | 劍齒虎     | 更多 ： ZERO-ONE Others § 假面騎士Vulcan&Valkyrie        | 更多 ： ZERO-ONE Others § 假面騎士Vulcan&Valkyrie |

## 本作登場怪人
有關參考：故事用語

### 三葉蟲MAGiA
原文： / Trilobite Magia
身高：會隨著對象Humagear而有差異
體重：會隨著對象Humagear而有差異
特色 / 能力：強韌地腕力 / 破壞力
本作中的雜兵。
由MAGiA透過數據線將失控程式植入到鄰近的Humagear後變身而成的。

### MAGiA
| 日本原文名字 | 中文名字               | 英文名字                  | 出場話數                                | Humagear對象                                       | 身高                       | 體重                       | 特色 / 能力                                                                              | 備註 |
| ------------ | ---------------------- | ------------------------- | --------------------------------------- | -------------------------------------------------- | -------------------------- | -------------------------- | ---------------------------------------------------------------------------------------- | --- |
|              | Berotha MAGiA          | Berotha Magia             | 1、《假面騎士令和The First Generation》 | 腹筋崩壊太郎、未知Humagear                         | 199.1cm                    | 104.6kg                    | 昆蟲的滅絕種 / 鐮                                                                        | 以昆蟲的滅絕種「久慈刺鳞蛉（クジベローサ・テルユキイ，Kujiberotha Teruyukii）」的失落模組強化而成的螳螂型怪人。 擅長使用裝備在兩手的鐮「Togamarder（トガマーダー）」戰鬥。 |
|              | Kuehne MAGiA           | Kuehne Magia              | 2、《假面騎士令和The First Generation》 | 歐庫雷爾、未知Humagear                             | 197.9cm                    | 101.7kg                    | 爬蟲類的滅絕種 / 迴力鏢                                                                  | 以爬蟲類的滅絕種「孔耐鱷（クエネオスクース，Kuehneosuchus）」的失落模組強化而成的蜥蜴型怪人。 擅長使用裝備在頭部周圍的武器「Boomezan（ブーメザン）」戰鬥。 |
|              | Ekal MAGiA             | Ekal Magia                | 2                                       | 守                                                 | 194.5cm                    | 99.2kg                     | 哺乳類的滅絕種 / 牙                                                                      | 以哺乳類的滅絕種「強齒袋鼠屬（エカルタデタ，Ekaltadeta）」的失落模組強化而成的老鼠型怪人。 擅長使用裝備在頭部的牙「Carnivoreba（カーニボーバ）」戰鬥。 |
|              | Neohi MAGiA            | Neohi Magia               | 3                                       | 西薩曼斯                                           | 197.9cm                    | 127.7kg                    | 頭足類的滅絕種 / 觸手                                                                    | 以頭足類的滅絕種「新希波箭石（ネオヒボリテス，Neohibolites）」的失落模組強化而成的烏賊型怪人。 擅長使用裝備在頭部延伸的銳利前端觸手「Maratacle（マーラタクル）」高速再生戰鬥。 |
|              | Onycho MAGiA           | Onycho Magia              | 4、6                                    | 巴斯、司機型Humagear                               | 190.0cm                    | 104.3kg                    | 哺乳類的滅絕種 / 飛行 / 爪                                                               | 以哺乳類的滅絕種「爪蝠（オニコニクテリス，Onychonycteris）」的失落模組強化而成的蝙蝠型怪人。 擅長使用裝備在背部的翅膀飛行，及手爪「Zytalon（ザイタロン）」戰鬥。 |
|              | Vicarya MAGiA          | Vicarya Magia             | 5、21                                   | 森筆G筆、律師賓果                                  | 228.6cm                    | 162.0kg                    | 貝類的滅絕種 / 重裝甲 / 鑽頭                                                             | 以腹足類的滅絕種「卷貝（ビカリア，Vicarya）」的失落模組強化而成的貝型怪人。 擅長使用裝備在頭部與雙臂前腕的堅固鑽頭「Drisnailer（ドリスネイラー）」戰鬥。 |
|              | Gaeru MAGiA            | Gaeru Magia               | 6                                       | 香菜澤賽娜                                         | 192.9cm                    | 109.2kg                    | 兩生類的滅絕種 / 爆彈                                                                    | 以兩生類的滅絕種「胃育溪蟾（イブクロコモリガエル，Ibukurokomorigaeru）」的失落模組強化而成的蛙型怪人。 擅長使用從口腔內發射的爆彈「Kogaeru Bomber（コガエルボマー）」戰鬥。 |
|              | Mammoth MAGiA          | Mammoth Magia             | 7、26                                   | 坂本柯比、119之助                                  | 188.1cm                    | 146.8kg                    | 猛獁象的滅絕種 / 鼻 / 怪力                                                               | 以哺乳類的滅絕種「猛獁象（マンモス，Mammoth）」的失落模組強化而成的猛獁象型怪人。 擅長使用能將一切吸入，並以強大的氣勢噴射的胸腔上的鼻子「Exhaler（エクスヘイラー）」，及怪力戰鬥。 |
|              | Dodo MAGiA             | Dodo Magia                | 7 - 8、10、28                           | 小暗殺（1 - 3號）、MC切克鬧                        | 191.3cm                    | 107.5kg                    | 鳥類的滅絕種 / 格鬥 / 劍                                                                 | 以鳥類的滅絕種「渡渡鳥（ドードー，Dodo）」的失落模組強化而成的渡渡鳥型怪人。 擅長以格鬥為主體戰鬥。 隨著進化後則使用雙手所持的劍「Valk Saber（ヴァルクサーベル）」戰鬥。 |
|              | Dodo MAGiA 改          | Dodo Magia Kai            | 11 - 12                                 | 小暗殺（4號）                                      | 191.3cm                    | 107.5kg                    | 鳥類的滅絕種 / 格鬥 / 劍 / 銃火器                                                        | 以鳥類的滅絕種「渡渡鳥（ドードー，Dodo）」的失落模組強化而成，學習了關於暗殺方面後進化的渡渡鳥型怪人。 新著裝能承受Attache Shotgun直接攻擊的胸部裝甲，並裝備了從背部彈匣供給子彈的固定式機槍「Regislaughter（レジスローター）」共六門。 肩部有強化裝甲，上腕部則追加能裝填手榴彈或煙霧彈的的擲彈發射器。 此外也擅長以雙手所持的劍「Valk Saber（ヴァルクサーベル）」戰鬥。                                                                                              |
|              | Arsino MAGiA           | Arsino Magia              | 11、24                                  | 松田英治                                           | 212.8cm                    | 138.9kg                    | 角 / 怪力                                                                                | 以哺乳類的滅絕種「埃及重腳獸（アルシノイテリウム，Arsinoitherium）」的失落模組強化而成的犀牛型怪人。 擅長活用頭部超硬質化的角「V Horn（Vホーン）」，及突進力戰鬥。 |
|              | Dodo MAGiA 改          | Dodo Magia Kai            | 12 - 13                                 | 小暗殺（4號）                                      | 209.9cm                    | 131.4kg                    | 鳥類的滅絕種 / 格鬥 / 劍 / 銃火器 / 指揮                                                 | 以鳥類的滅絕種「渡渡鳥（ドードー，Dodo）」的失落模組強化而成，暗殺能力達到極致的渡渡鳥型怪人。 以卵型金屬球擊入靠近距離的Humagear則能克隆繁殖地變化成Dodo MAGiA・雛鳥（ドードーマギア・ヒナ）。 以通信性能大幅強化地名為「Helm Vogel（ヘルムヴォーゲル）」頭部組件，來進行指揮集團戰鬥。 頭部方面，配備對空砲兩門及格鬥用衝角，及使用本身就有的胸部裝甲的固定式機槍「Regislaughter（レジスローター）」加上腕部的擲彈發射器、雙手所持的劍「Valk Saber（ヴァルクサーベル）」等多樣武裝。 |
|              |                        | Dodo Magia・Hina          | 12 - 13                                 | 三葉蟲MAGiA、Humagear                              | 會隨著對象Humagear而有差異 | 會隨著對象Humagear而有差異 | 鳥類的滅絕種 / 成長                                                                      | 由被卵型金屬球擊入的Humagear變化的姿態。 會聽從Dodo MAGiA 改的命令，進行戰鬥。 擁有透過成長來增加戰鬥力的能力。 |
|              | 方舟MAGiA（Berotha型） | Ark Magia（Berotha Type） | 16、43                                  | 未知Humagear                                       | 199.1cm                    | 102.5kg                    | 使用斬擊鐮「Togamarder（トガマーダー）」攻擊 / 來自頭部的能量照射                        | 擅長使用裝備在兩手的鐮「Togamarder（トガマーダー）」戰鬥。 |
|              | 方舟MAGiA（Dodo型）    | Ark Magia（Dodo Type）    | 16、43                                  | 未知Humagear                                       | 191.3cm                    | 105.4kg                    | 格鬥 / 雙手劍「Valk Saber（ヴァルクサーベル）」                                          | 擅長使用雙手所持的劍「Valk Saber（ヴァルクサーベル）」戰鬥。 |
|              | 方舟MAGiA（Kuehne型）  | Ark Magia（Kuehne Type）  | 17、43                                  | 未知Humagear                                       | 197.9cm                    | 99.6kkg                    | 使用迴力鏢型武器「Boomezan（ブーメザン）」攻擊                                           | 擅長使用裝備在頭部周圍的武器「Boomezan（ブーメザン）」戰鬥。 |
|              | 方舟MAGiA（Onycho型）  | Ark Magia（Onycho Type）  | 17、42                                  | 一輪咲世、未知Humagear                             | 190.0cm                    | 102.2kg                    | 高速飛行 / 硬質之爪「Zytalon（ザイタロン）」 / 投擲爆發性的能量球 / 從翅膀射出的無數之刃 | 擅長使用裝備在背部的翅膀飛行，及手爪「Zytalon（ザイタロン）」戰鬥。 |
|              | 方舟MAGiA（Neohi型）   | Ark Magia（Neohi Type）   | 19、42 - 43                             | 住田微笑、來圖鐵道的作業員型Humagear、未知Humagear | 197.9cm                    | 125.6kg                    | 利用戰鬥觸手「Maratacle（マーラタクル）」攻擊 / 烏賊墨般的特殊煙幕                       | 擅長使用從頭部延伸的銳利前端觸手「Maratacle（マーラタクル）」高速再生戰鬥。 |
|              | 方舟MAGiA（Mammoth型） | Ark Magia（Mammoth Type） | 20、42                                  | 最強匠親方、未知Humagear                           | 201.1cm                    | 144.7kg                    | 吸收一切 / 噴射的胸腔上的鼻子「Exhaler（エクスヘイラー）」 / 怪力                        | 擅長使用能將一切吸入，並以強大的氣勢噴射的胸腔上的鼻子「Exhaler（エクスヘイラー）」，及怪力戰鬥。 |
|              | 方舟MAGiA（Gaeru型）   | Ark Magia（Gaeru Type）   | 23                                      | 緣結配對                                           | 192.9cm                    | 107.1kg                    | 水中戰 / 小型爆彈「Kogaeru Bomber（コガエルボマー）」的連射                              | 擅長使用從口腔內發射的爆彈「Kogaeru Bomber（コガエルボマー）」戰鬥。 |
|              | 方舟MAGiA（Arsino型）  | Ark Magia（Arsino Type）  | 42 - 43                                 | 來圖鐵道的駕駛員型Humagear、未知Humagear           | 212.8cm                    | 136.8kg                    | 怪力 / 利用超硬質的角「V Horn（Vホーン）」突進攻擊                                       | 擅長活用頭部超硬質化的角「V Horn（Vホーン）」，及突進力戰鬥。 |
|              | 方舟MAGiA（Ekal型）    | Ark Magia（Ekal Type）    | 42                                      | 清潔員型Humagear                                   | 194.5cm                    | 97.1kg                     | 伸縮自在的銳利牙「Carnivoreba（カーニボーバ）」突刺攻擊                                  | 擅長使用裝備在頭部的牙「Carnivoreba（カーニボーバ）」戰鬥。 |

### 襲擊者（Raider）
| 日本原文名字 | 中文名字                       | 英文名字                                         | 出場話數                                                                                     | 變身者                       | 身高                   | 體重                   | 特色 / 能力           | 備註 |
| ------------ | ------------------------------ | ------------------------------------------------ | -------------------------------------------------------------------------------------------- | ---------------------------- | ---------------------- | ---------------------- | --------------------- | --- |
|              | 粉碎野牛襲擊者                 | Crushing Buffalo Raider                          | 18、《ZERO-ONE Others 假面騎士滅亡迅雷》                                                     | 立花蓮太郎、士兵型Humagear   | 206.8cm                | 163.1kg                | 角 / 蹄 / 突進力      | 以「野牛（バッファロー，Buffalo）」的雷達模組強化而成的牛型怪人。 裝備著因火熱化而增強破壞力地頭部的角「Red Bruiser（レッドブルーザー）」及雙腕的蹄型突擊武器「Buffablow（バッファブロウ）」。 其背部的推進器能產生爆發的推進力來進行突進，並將一切東西粉碎。 |
|              | 噴濺鯨魚襲擊者                 | Splashing Whale Raider                           | 19 - 20、《ZERO-ONE Others 假面騎士滅亡迅雷》                                                | 新屋敷達己、士兵型Humagear   | 197.0cm                | 127.9kg                | 扇                    | 以「鯨魚（ホエール，Whale）」的雷達模組強化而成的鯨型怪人。 使用讓人直接聯想到鯨魚尾鰭的扇形武器「Ougigant（オウギガント）」來卷起猛烈能量的大波浪。 這個衝擊擁有將房屋等建築物吹飛的誇張威力。 |
|              | 爆破獅子襲擊者                 | Dynamiting Lion Raider                           | 21 - 22                                                                                      | 鳴澤益治                     | 201.0cm                | 157.5kg                | 強化炸藥 / 複合武器   | 以「獅子（ライオン，Lion）」的雷達模組強化而成的獅型怪人。 投擲全身著裝的強化炸藥，將廣範圍的敵人一掃而空。 另外，左腕裝備一體化的複合型武器「Shooting Starmite（シューティングスターマイト）」，以強力的爪給予大傷害並以多樣化的攻擊進行戰鬥。 |
|              | 風暴企鵝襲擊者                 | Storming Penguin Raider                          | 23、《ZERO-ONE Others 假面騎士滅亡迅雷》                                                     | 二階堂輝男、士兵型Humagear   | 194.0cm                | 122.6kg                | 颶風 / 突撃           | 以「企鵝（ペンギン，Penguin）」的雷達模組強化而成的企鵝型怪人。 操控周圍的氣壓，產生最大風速140節（約每小時259.2km）以上的局部性颶風。 能將這個指向性轉用於攻擊。 另外，擅長將颶風纏繞全身使破壞力增強的突撃攻撃「Toboggan Dive（トボガンダイブ）」。 |
|              | 偵查熊貓襲擊者                 | Scouting Panda Raider                            | 26 - 27、《ZERO-ONE Others 假面騎士滅亡迅雷》                                                | 京極大毅、士兵型Humagear     | 197.4cm                | 109.8kg                | 情報收集能力 / 雷射砲 | 以「熊貓（パンダ，Panda）」的雷達模組強化而成的熊貓型怪人。 讓人聯想到熊貓的黑與白無彩色裝甲，具備高隱身效果的特殊塗層。 內部配置無數的高精密情報收集機器，可運用於所有的情報收集、分析等，提高戰況的優勢。 另外，裝備長距離雷射砲「Dead Monochrome（デッドモノクローム）」，以龐大的觀測數據修正或選取有利的點來進行長距離精密射擊。 此外能運用推進器，在大廈等高處移動。                              |
|              | 戰鬥胡狼襲擊者                 | Fighting Jackal Raider                           | 28 - 33                                                                                      | 刃唯阿                       | 202.4cm                | 104.6kg                | 格鬥 / 大鐮           | 以「胡狼（ジャッカル，Jackal）」的雷達模組強化而成的胡狼型怪人。 靈敏性高，擅長於活用伴隨殘影的速度迅速繞到敵人死角加以攻擊的近距離格鬥術。 專用武器「Territory Scythe（テリトリーサイズ）」，為透過能量的蓄集將切割效果提升的大鐮。 此長度的直徑3.2公尺以內皆為其絕對支配圈。 |
|              | 侵略鱟襲擊者（通稱決鬥襲擊者） | Invading Horseshoe Crab Raider （Battle Raider） | 《假面騎士令和The First Generation》、30 - 33、35 - 37、《ZERO-ONE Others 假面騎士滅亡迅雷》 | A.I.M.S.成員、士兵型Humagear | 會隨著對象人類而有差異 | 會隨著對象人類而有差異 | 堅固裝甲 / 捕縛力     | 以「鱟（カブトガニ，Horseshoe Crab）」的雷達模組強化而成的鱟型怪人。 最大的特徵為厚而堅固的半單殼構造裝甲。 透過高防禦力來降低損耗率，能有效地在攻擊和防禦方面發揮有利的優勢，並擅長利用這個特徵可執行複數的作戰行動。 另外可使用肉身難以使用的大口徑、高威力子彈的衝鋒槍「Tridenta（トリデンタ）」和強大束縛力的捕捉網武裝——拘束器「Haken Stringer（ハーケンストリンガー）」來進行鎮壓暴走的Humagear。 |

### Sold MAGiA
|  | 恐狼 Sold MAGiA   | Dire Wolf Sold Magia    | 更多 ： ZERO-ONE Others § 假面騎士滅亡迅雷 | 更多 ： ZERO-ONE Others § 假面騎士滅亡迅雷 | 更多 ： ZERO-ONE Others § 假面騎士滅亡迅雷 | 更多 ： ZERO-ONE Others § 假面騎士滅亡迅雷 | 更多 ： ZERO-ONE Others § 假面騎士滅亡迅雷 | 更多 ： ZERO-ONE Others § 假面騎士滅亡迅雷 | 更多 ： ZERO-ONE Others § 假面騎士滅亡迅雷 | 更多 ： ZERO-ONE Others § 假面騎士滅亡迅雷 | 更多 ： ZERO-ONE Others § 假面騎士滅亡迅雷 |
|  | 劍齒虎 Sold MAGiA | Serval Tiger Sold Magia | 更多 ： ZERO-ONE Others § 假面騎士滅亡迅雷 | 更多 ： ZERO-ONE Others § 假面騎士滅亡迅雷 | 更多 ： ZERO-ONE Others § 假面騎士滅亡迅雷 | 更多 ： ZERO-ONE Others § 假面騎士滅亡迅雷 | 更多 ： ZERO-ONE Others § 假面騎士滅亡迅雷 | 更多 ： ZERO-ONE Others § 假面騎士滅亡迅雷 | 更多 ： ZERO-ONE Others § 假面騎士滅亡迅雷 | 更多 ： ZERO-ONE Others § 假面騎士滅亡迅雷 | 更多 ： ZERO-ONE Others § 假面騎士滅亡迅雷 |

### 其他
Giger
原文： / Giger
身高：1000.3cm
體重：7320.0kg
特色 / 能力：力量 / Humagear的統率
由ZAIA企業所開發，在A.I.M.S.特殊技術研究所建造的獨立驅動型Humagear統率兵器。
除了利用巨大身軀和活用力量的攻擊來制壓目標外，還可以透過與暴走的Humagear連線，利用區域網路來強行控制。
造型與飛電為應對大規模災害而開發的大型救助系統——「破壞猛瑪象」十分相近。

## 製作團隊
- 原作 - 石之森章太郎

## 播放列表
以下時間以當地時間（日本時間）為準：
| 日本首播                           | 台灣首播香港首播     | 集數          | 日文標題 | 中文標題               | 登場敵方怪人 | 關東收視率 | 編劇     | 導演         |
| ---------------------------------- | -------------------- | ------------- | -------- | ---------------------- | --- | ---------- | -------- | ------------ |
| 暗中活躍的滅亡迅雷.net篇           |                      |               |          |                        | |            |          |              |
| 2019/09/01                         | 2021/02/282020/09/06 | 01            |          |                        | - Berotha MAGiA | 3.7%       | 高橋悠也 | 杉原輝昭     |
| 2019/09/08                         | 2021/03/012020/09/13 | 02            |          |                        | - Kuehne MAGiA - Ekal MAGiA | 3.6%       | 高橋悠也 | 杉原輝昭     |
| 2019/09/15                         | 2021/03/022020/09/20 | 03            |          |                        | - Neohi MAGiA | 3.0%       | 高橋悠也 | 中澤祥次郎   |
| 2019/09/22                         | 2021/03/032020/09/27 | 04            |          | [ 注 96 ]              | - Onycho MAGiA | 3.2%       | 高橋悠也 | 中澤祥次郎   |
| 2019/09/29                         | 2021/03/042020/10/04 | 05            |          |                        | - Vicarya MAGiA | 3.7%       | 筧昌也   | 柴崎貴行     |
| 2019/10/06                         | 2021/03/052020/10/11 | 06            |          |                        | - Onycho MAGiA - Gaeru MAGiA | 3.6%       | 筧昌也   | 柴崎貴行     |
| 2019/10/13                         | 2021/03/062020/10/18 | 07            |          | 我是熱血Humagear老師！ | - Mammoth MAGiA - Dodo MAGiA | 3.1%       | 筧昌也   | 山口恭平     |
| 2019/10/20                         | 2021/03/072020/10/25 | 08            |          |                        | - Dodo MAGiA | 2.3%       | 高橋悠也 | 山口恭平     |
| 2019/10/27                         | 2021/03/082020/11/01 | 09            |          |                        | - | 2.6%       | 高橋悠也 | 山口恭平     |
| 2019/11/10                         | 2021/03/092020/11/08 | 10            |          | 我是演員，大和田伸也   | - Dodo MAGiA | 3.0%       | 筧昌也   | 中澤祥次郎   |
| 2019/11/17                         | 2021/03/102020/11/15 | 11            |          |                        | - Dodo MAGiA 改 - Arsino MAGiA | 2.9%       | 筧昌也   | 中澤祥次郎   |
| 2019/11/24                         | 2021/03/112020/11/22 | 12            |          | 那個名偵探來了         | - Dodo MAGiA 改 - Dodo MAGiA・Hina                                                                                                   | 3.0%       | 三條陸   | 柴崎貴行     |
| 2019/12/01                         | 2021/03/122020/11/29 | 13            |          |                        | - Dodo MAGiA 改 - Dodo MAGiA・Hina                                                                                                   | 3.4%       | 三條陸   | 柴崎貴行     |
| 2019/12/08                         | 2021/03/132020/12/06 | 14            |          |                        | - | 3.6%       | 高橋悠也 | 諸田敏       |
| 2019/12/15                         | 2021/03/142020/12/13 | 15            |          | 各自的結局             | - | 3.1%       | 高橋悠也 | 諸田敏       |
| 2019/12/22                         | 2021/03/152020/12/20 | 16            |          |                        | - Berotha MAGiA - Dodo MAGiA | 2.9%       | 高橋悠也 | 中澤祥次郎   |
| 五輪工作比拼賽，ZAIA企業篇         |                      |               |          |                        | |            |          |              |
| 2020/01/05                         | 2021/03/162020/12/27 | 17            |          |                        | - Kuehne MAGiA - Ark MAGiA（Onycho Type）                                                                                            | 3.0%       | 高橋悠也 | 中澤祥次郎   |
| 2020/01/12                         | 2021/03/172021/01/03 | 18            |          |                        | - Crushing Buffalo Raider | 2.8%       | 高橋悠也 | 中澤祥次郎   |
| 2020/01/19                         | 2021/03/182021/01/10 | 19            |          |                        | - Splashing Whale Raider - Ark MAGiA（Neohi Type）                                                                                   | 3.9%       | 高橋悠也 | 石田秀範     |
| 2020/01/26                         | 2021/03/192021/01/17 | 20            |          |                        | - Splashing Whale Raider - Ark MAGiA（Mammoth Type）                                                                                 | 2.5%       | 高橋悠也 | 石田秀範     |
| 2020/02/02                         | 2021/03/202021/01/24 | 21            |          |                        | - Dynamiting Lion Raider - Vicarya MAGiA                                                                                             | 3.3%       | 高橋悠也 | 杉原輝昭     |
| 2020/02/09                         | 2021/03/212021/01/31 | 22            |          |                        | - Dynamiting Lion Raider | 3.9%       | 高橋悠也 | 杉原輝昭     |
| 2020/02/16                         | 2021/03/222021/02/07 | 23            |          |                        | - Storming Penguin Raider - Ark MAGiA（Gaeru Type）                                                                                  | 2.5%       | 高野水登 | 諸田敏       |
| 2020/02/23                         | 2021/03/232021/02/14 | 24            |          |                        | - Arsino MAGiA | 2.8%       | 高野水登 | 諸田敏       |
| 2020/03/01                         | 2021/03/242021/02/21 | 25            |          |                        | - | 3.5%       | 高橋悠也 | 上堀内佳壽也 |
| 2020/03/08                         | 2021/03/252021/02/28 | 26            |          |                        | - Scouting Panda Raider - Mammoth MAGiA                                                                                              | 3.9%       | 高橋悠也 | 上堀内佳壽也 |
| 2020/03/15                         | 2021/03/262021/03/07 | 27            |          | 我不會放棄生命         | - Scouting Panda Raider | 3.3%       | 高橋悠也 | 上堀内佳壽也 |
| 2020/03/22                         | 2021/03/272021/03/14 | 28            |          |                        | - Fighting Jackal Raider - Dodo MAGiA                                                                                                | 3.8%       | 高橋悠也 | 杉原輝昭     |
| 2020/03/29                         | 2021/03/282021/03/21 | 29            |          |                        | - Fighting Jackal Raider | 3.1%       | 高橋悠也 | 杉原輝昭     |
| 2020/04/05                         | 2021/03/292021/03/28 | 30            |          |                        | - Fighting Jackal Raider - Battle Raider                                                                                             | %          | 高橋悠也 | 柴崎貴行     |
| 奮戰！飛電製作所篇                 |                      |               |          |                        | |            |          |              |
| 2020/04/12                         | 2021/03/302021/04/04 | 31            |          |                        | - Fighting Jackal Raider - Battle Raider                                                                                             | %          | 高橋悠也 | 柴崎貴行     |
| 2020/04/19                         | 2021/03/312021/04/11 | 32            |          |                        | - Fighting Jackal Raider - Battle Raider                                                                                             | %          | 筧昌也   | 田崎龍太     |
| 2020/04/26                         | 2021/04/012021/04/18 | 33            |          |                        | - Fighting Jackal Raider - Battle Raider                                                                                             | %          | 筧昌也   | 田崎龍太     |
| 2020/05/03                         | 2021/04/022021/04/25 | 34            |          |                        | - | %          | 筧昌也   | 中澤祥次郎   |
| 2020/05/10                         | 2021/04/032021/05/02 | 35            |          |                        | - Battle Raider | %          | 筧昌也   | 中澤祥次郎   |
| 2020/06/21                         | 2021/04/042021/05/09 | 35.5          |          |                        | - | %          | 高橋悠也 | 筧昌也       |
| 2020/06/28                         | 2021/04/052021/05/16 | 36            |          |                        | - Battle Raider | %          | 筧昌也   | 柴崎貴行     |
| 2020/07/05                         | 2021/04/062021/05/23 | 37            |          |                        | - Battle Raider | %          | 筧昌也   | 柴崎貴行     |
| 2020/07/12                         | 2021/04/072021/05/30 | 38            |          | 我1000%是你的朋友      | - | %          | 高橋悠也 | 作野良輔     |
| 2020/07/19                         | 2021/04/082021/06/06 | 39            |          |                        | - | %          | 高橋悠也 | 作野良輔     |
| 2020/07/26                         | 2021/04/092021/06/13 | 40            |          |                        | - | %          | 高橋悠也 | 中澤祥次郎   |
| 2020/08/02                         | 2021/04/102021/06/20 | 41            |          |                        | - | %          | 高橋悠也 | 中澤祥次郎   |
| 朝著明天飛翔吧！飛電Intelligence篇 |                      |               |          |                        | |            |          |              |
| 2020/08/09                         | 2021/04/112021/06/27 | 42            |          |                        | - Ark MAGiA（Ekal Type） - Ark MAGiA（Arsino Type） - Ark MAGiA（Onycho Type） - Ark MAGiA（Neohi Type） - Ark MAGiA（Mammoth Type） | %          | 高橋悠也 | 田崎龍太     |
| 2020/08/16                         | 2021/04/122021/07/04 | 43            |          | 那就是心               | - Ark MAGiA（Berotha Type） - Ark MAGiA（Kuehne Type） - Ark MAGiA（Dodo Type） - Ark MAGiA（Arsino Type） - Ark MAGiA（Neohi Type） | %          | 高橋悠也 | 田崎龍太     |
| 2020/08/23                         | 2021/04/132021/07/11 | 44            |          |                        | - | %          | 高橋悠也 | 杉原輝昭     |
| 2020/08/30                         | 2021/04/142021/07/18 | 45 （最終話） |          |                        | - | %          | 高橋悠也 | 杉原輝昭     |

特別篇
| 播放日期   | 日本原文標題 | 中文標題                    | 關東收視率 | 構成腳本 |
| ---------- | ------------ | --------------------------- | ---------- | -------- |
| 2020/05/17 |              | 社長・特別篇Part.01         | %          | 筧昌也   |
| 2020/05/24 |              | 社長・特別篇Part.02         | %          | 筧昌也   |
| 2020/05/31 |              | 射擊・特別篇                | %          | -        |
| 2020/06/07 |              | 超（Super）工作大戰 Battle1 | %          | -        |
| 2020/06/14 |              | 超（Super）工作大戰 Battle2 | %          | -        |

## 音樂

### 主題曲
「REAL×EYEZ」
- 演唱：J×Takanori Nishikawa [注 108]
- 作曲：J
- 作詞：藤林聖子/西川貴教
- 編曲：J×Takanori Nishikawa and DJ'TEKINA//SOMETHING

### 插曲
「お前を止められるのはただ一人、俺だ！～Find a new life」
- 演唱：緋村剛
- 作曲：坂部剛
- 作詞：平井眼鏡

「ハイブリッドライズ! ゼロワン~Rising sun」
- 演唱：緋村剛
- 作曲：坂部剛
- 作詞：平井眼鏡

「Humagear Anthem」
- 演唱：MCチェケラ(副島淳)
- 作曲：坂部剛
- 作詞：平井眼鏡

「変身! ゼロツー~Now is the right time」
- 演唱：緋村剛
- 作曲：坂部剛
- 作詞：平井眼鏡

## 其他相關媒體

### 劇場版
- 《劇場版 假面騎士ZI-O Over Quartzer》（2019年7月26日上映）[62]
- 《假面騎士令和The First Generation》（2019年12月21日上映）
- 《劇場版 假面騎士ZERO-ONE REAL×TIME》（2020年12月18日上映）[63][64]
- 《假面騎士聖刃 + 機界戰隊全界者 超級英雄戰記》（2021年7月22日上映）

### 超戰鬥DVD
- 《從袋鼠中跳出什麼東西？這種事自己去想！對，非得是我或人也！！》


月刊雜誌《てれびくん》2020年2月號付錄的特別篇DVD。

### 網路劇
- 《假面騎士JEANNE&假面騎士AGUILERA with Girls Remix》


刃唯阿/假面騎士瓦爾基麗、伊絲/假面騎士ZERO-TWO登場。
- 《假面騎士Genms》

《假面騎士Genms -The Presidents- 》

《假面騎士Genms mart Brain 與 1000%的Crisis》

- 《假面騎士Outsiders》



### 映像商品

#### 外傳
- 《Project・Thouser》


限定收錄於附帶特典。全2話。
該故事是描述假面騎士Thouser的誕生，以及揭開ZAIA社長．天津垓的謎團。
- 《奇跡的轉身！？ 或人VS.腹筋崩壞太郎 宿命的搞笑決鬥！》



#### OV作品
- 《ZERO-ONE Others》

本作為《令和假面騎士系列》的第一套騎士OV作品。
- 《ZERO-ONE Others 假面騎士滅亡迅雷》


2021年3月26日期間限定劇場上映，同年7月14日Blu-ray及DVD發行。
- 《ZERO-ONE Others 假面騎士Vulcan&Valkyrie》


2021年8月27日期間限定劇場上映，同年11月10日Blu-ray及DVD發行。

### 遊戲
- 《KAMEN RIDER 英雄尋憶》（2020年10月29日發行）


PS4遊戲，以假面騎士W、假面騎士OOO和假面騎士ZERO-ONE為主要角色。

## 超級英雄時間相關條目
- 2019秋《騎士龍戰隊龍裝者》（第24-48集）
- 2020春《魔進戰隊煌輝者》（第1-21集）

## 海外播放

### 香港
香港由香港電視娛樂購入播映權，並將此作譯名為《幪面超人ZERO-ONE》，ViuTV於2020年9月6日至2021年7月18日期間每週日上午11時雙語廣播粵語配音版及日語版，粵語配音版配上中文字幕後進行網上直播，提供約7日節目重溫。此作是香港電視娛樂第三部播放的作品，同時是首部緊貼日本於整個作品播映完畢後開始在香港播放的《幪面超人系列》作品；同時點播網站StarNext也於每集首播後上架。與同期翡翠台播出的《魔進戰隊》包含的特別篇不同，ViuTV並沒有播出本作的特別篇。
| 香港 ViuTV 星期日 11:00-11:30 | 香港 ViuTV 星期日 11:00-11:30                                                 | 香港 ViuTV 星期日 11:00-11:30 |
| ----------------------------- | ----------------------------------------------------------------------------- | ----------------------------- |
|                               | （2020年9月6日-2021年7月18日）                                                |                               |
| 全能科學家 （星期日）         | 職業訓練所 （星期日） 建築 我城 （星期日） （2021年10月24日 - 2022年9月18日） |                               |

### 台灣
台灣由木棉花國際代理。2021年2月2日至3月30日期間陸續於巴哈姆特動畫瘋、KKTV、中華電信MOD、MyVideo影音隨看、遠傳FriDay影音、LiTV 線上影視、LINE TV、中嘉bb寬頻.bbTV、i-Fun動漫台上架，每週二深夜12時發佈五集。2021年2月28日起於YouTube上架，每天發佈一集。
| 台灣 霹靂台灣台 星期一至五 23:00-23:30 | 台灣 霹靂台灣台 星期一至五 23:00-23:30 | 台灣 霹靂台灣台 星期一至五 23:00-23:30 |
| -------------------------------------- | -------------------------------------- | -------------------------------------- |
|                                        | （2022年5月25日-2022年7月27日）        |                                        |
|                                        |                                        |                                        |

## 外部連結
- 《假面騎士ZERO-ONE》朝日官網 （日語）
- 《假面騎士ZERO-ONE》東映官網 （日語）
- 假面騎士ZERO-ONE的X（前Twitter）